# O Segredo de Brokeback Mountain
O Segredo de Brokeback Mountain (em inglês: Brokeback Mountain) é um filme americano de 2005, dos gêneros drama romântico e faroeste contemporâneo, dirigido por Ang Lee e produzido por Diana Ossana e James Schamus. Adaptado do conto homônimo de Annie Proulx, o roteiro foi escrito por Ossana e Larry McMurtry. Estrelado por Heath Ledger, Jake Gyllenhaal, Anne Hathaway e Michelle Williams, o enredo retrata o complexo relacionamento romântico entre dois caubóis, Ennis Del Mar e Jack Twist, no Oeste dos Estados Unidos entre os anos de 1963 e 1983.
Ang Lee envolveu-se no projeto em 2001, após tentativas anteriores de adaptar a história de Proulx para o cinema não terem se concretizado. Diversos atores conhecidos à época foram considerados para os papeis principais; porém, muitos rejeitaram-nos devido à tematica. Depois de um tempo em espera, o projeto voltou ao interesse dos produtores e roteiristas Diana Ossana, James Schamus e Larry McMurtry. Dessa forma, a Focus Features e a River Road Entertainment produziriam e distribuiriam o filme em conjunto, cujas filmagens começaram em vários locais de Alberta em 2004, após a escalação de Ledger, Gyllenhaal, Williams e Hathaway. O Segredo de Brokeback Mountain estreou no Festival Internacional de Cinema de Veneza de 2005, onde ganhou o Leão de Ouro, e foi lançado nos cinemas em 9 de dezembro daquele ano.
O filme recebeu ampla aclamação da crítica, com elogios às atuações de Ledger, Gyllenhaal e Williams. Emergiu como um sucesso comercial de bilheteria, arrecadando mais de 178 milhões de dólares em todo o mundo, ante um orçamento de 14 milhões, e recebeu diversos prêmios. Na 78.ª edição do Oscar, O Segredo de Brokeback Mountain foi indicado nas categorias de Melhor Filme, Melhor Ator (Ledger), Melhor Ator Coadjuvante (Gyllenhaal) e Melhor Atriz Coadjuvante (Williams) e venceu Melhor Diretor, Melhor Roteiro Adaptado e Trilha Sonora Original. Recebeu sete indicações na 63.ª edição do Globo de Ouro, vencendo Melhor Filme — Drama,Melhor Diretor, Melhor Roteiro e Melhor Canção Original. Na 59.ª edição do British Academy Film Awards, recebeu nove indicações, vencendo os prêmios de Melhor Filme, Melhor Diretor, Melhor Roteiro Adaptado e Melhor Ator Coadjuvante (Gyllenhaal), bem como foi o filme que mais encabeçou as listas de melhores ano.
O Segredo de Brokeback Mountain foi alvo de controvérsias; sua derrota para Crash (2004) na categoria de Melhor Filme —que não era o favorito da temporada, nem havia ganhado os principais prêmios do cinema à época—, a subsequente censura e as críticas da mídia conservadora receberam atenção significativa. A sexualidade dos personagens principais tem sido alvo de debate. O filme também é considerado um ponto de virada para o avanço do cinema queer para o grande público. Em 2018, o filme foi selecionado para preservação no Registro Nacional de Filmes dos Estados Unidos pela Biblioteca do Congresso por ser "culturalmente, historicamente ou esteticamente significativo" e entrou na lista dos 400 melhores filmes americanos, segundo o Instituto Americano do Cinema. Desde então, tem sido classificado por diversas publicações, críticos cinematográficos e estudiosos como um dos melhores filmes da década de 2000, do século 21 e de todos os tempos.

## Enredo
No estado de Wyoming, em 1963, os caubóis Ennis Del Mar e Jack Twist são contratados pelo fazendeiro Joe Aguirre para cuidar de seu rebanho de ovelhas durante o verão nos pastos de Brokeback Mountain. Após uma noite de bebedeira, Jack dá uma investida em Ennis. A princípio relutante, Ennis corresponde, e os dois têm relações sexuais na tenda. Embora Ennis diga a Jack que aquilo foi um episódio isolado, eles acabam desenvolvendo uma relação tanto sexual quanto emocional. Perto do fim do contrato de trabalho, ambos, sem querer, machucam-se durante uma brincadeira. Antes de se despedirem, Ennis comenta, sem dar muita importância, que deixou uma de suas camisas na montanha.
Ennis se casa com sua noiva de longa data, Alma Beers, e o casal tem duas filhas: Alma Jr. e Jenny. Jack retorna no verão seguinte em busca de trabalho, mas Aguirre, que havia percebido a relação entre ele e Ennis, recusa-se a contratá-lo, dizendo que não tem serviço para "quem colhe a rosa". Jack muda-se para o Texas, onde conhece Lureen Newsome, uma competidora de rodeio e filha de um rico fabricante de máquinas agrícolas. Eles se casam e têm um filho. Depois de quatro anos sem se verem, Jack visita Ennis. Ao se reencontrarem, eles se beijam apaixonadamente, o que Alma vê por acaso, surpresa. Em um quarto de motel, Jack sugere que vivam juntos, mas Ennis recusa, sem querer abandonar sua família, além de ser assombrado por uma lembrança de infância: seu pai lhe mostrando o corpo de um homem que ele possivelmente havia torturado e matado por suspeita de homossexualidade.
Ennis e Jack passam a se encontrar ocasionalmente para viagens privadas de pesca, enquanto seus casamentos entram em crise. Lureen abandona os rodeios e passa a trabalhar com o pai, com Jack atuando na área de vendas, e cujo sogro o despreza e frequentemente o humilha. Em 1975, Alma e Ennis se divorciam. Ao saber disso, Jack dirige até Wyoming e propõe novamente que morem juntos, mas Ennis recusa, por não querer se afastar das filhas. Alma fica com a guarda de Alma Jr. e Jenny, e se casa com Monroe, gerente do mercado onde trabalha. Ennis é convidado para o jantar de Ação de Graças. Sozinha com ele na cozinha, Alma o confronta sobre Jack. Os dois discutem, e Ennis sai furioso, rompendo o contato com ela.
Ennis tem um breve relacionamento com Cassie, uma garçonete. Jack e Lureen tornam-se amigos de Randall e Lashawn Malone, e há a insinuação de que Jack e Randall tenham um caso. Ao final de um encontro disfarçado de viagem de pesca, Ennis diz a Jack que não poderá vê-lo por meses devido ao trabalho. Eles discutem, até que este consola aquele, que chora.
Um cartão-postal que Ennis enviara a Jack é devolvido com o carimbo "Falecido". Ennis liga para o número que era de seu amor. Lureen atende e conta que Jack morreu quando o pneu de um carro explodiu em seu rosto. Enquanto ouve a história, Ennis imagina homens espancando-o até a morte com uma chave de roda. Ela conclui que seu falecido marido havia pedido que suas cinzas fossem espalhadas em Brokeback Mountain. Ennis visita os pais de Jack, esperando atender ao pedido. O pai dele, com atitudes e olhares homofóbicos, afirma que as cinzas serão enterradas no jazigo da família. A mãe, por outro lado, com olhar compreensivo, permite-lhe que visite o antigo quarto do filho. Lá, Ennis encontra a camisa que havia deixado na montanha, guardada por Jack dentro de uma das suas próprias camisas. Ennis abraça as camisas e chora em silêncio. A mãe de Jack permite que ele as leve consigo.
Anos depois, Ennis, envelhecido, vive sozinho e isolado em um trailer. Sua filha Alma Jr., já adulta, vai visitá-lo para anunciar seu noivado com Kurt, que trabalha no setor petrolífero. Ela pede a bênção do pai e o convida para o casamento. Ennis hesita, devido a compromissos de trabalho, mas acaba concordando em comparecer. Quando Alma Jr. vai embora, esquece sua jaqueta, e Ennis a guarda no armário onde estão penduradas as duas camisas — agora com a de Jack dentro da de Ennis. Ao lado, fixado na porta do armário, há um cartão-postal de Brokeback Mountain. Com os olhos marejados, ele olha para as lembranças e diz: "Jack, eu juro...".

## Elenco
- Heath Ledger como Ennis Del Mar
- Jake Gyllenhaal como Jack Twist
- Anne Hathaway como Lureen Newsome
- Michelle Williams como Alma Beers Del Mar
- Anna Faris como Lashawn Malone
- Linda Cardellini como Cassie Cartwright
- Randy Quaid como Joe Aguirre
- Kate Mara como Alma Jr. (aos 19)

## Produção

### Concepção e desenvolvimento

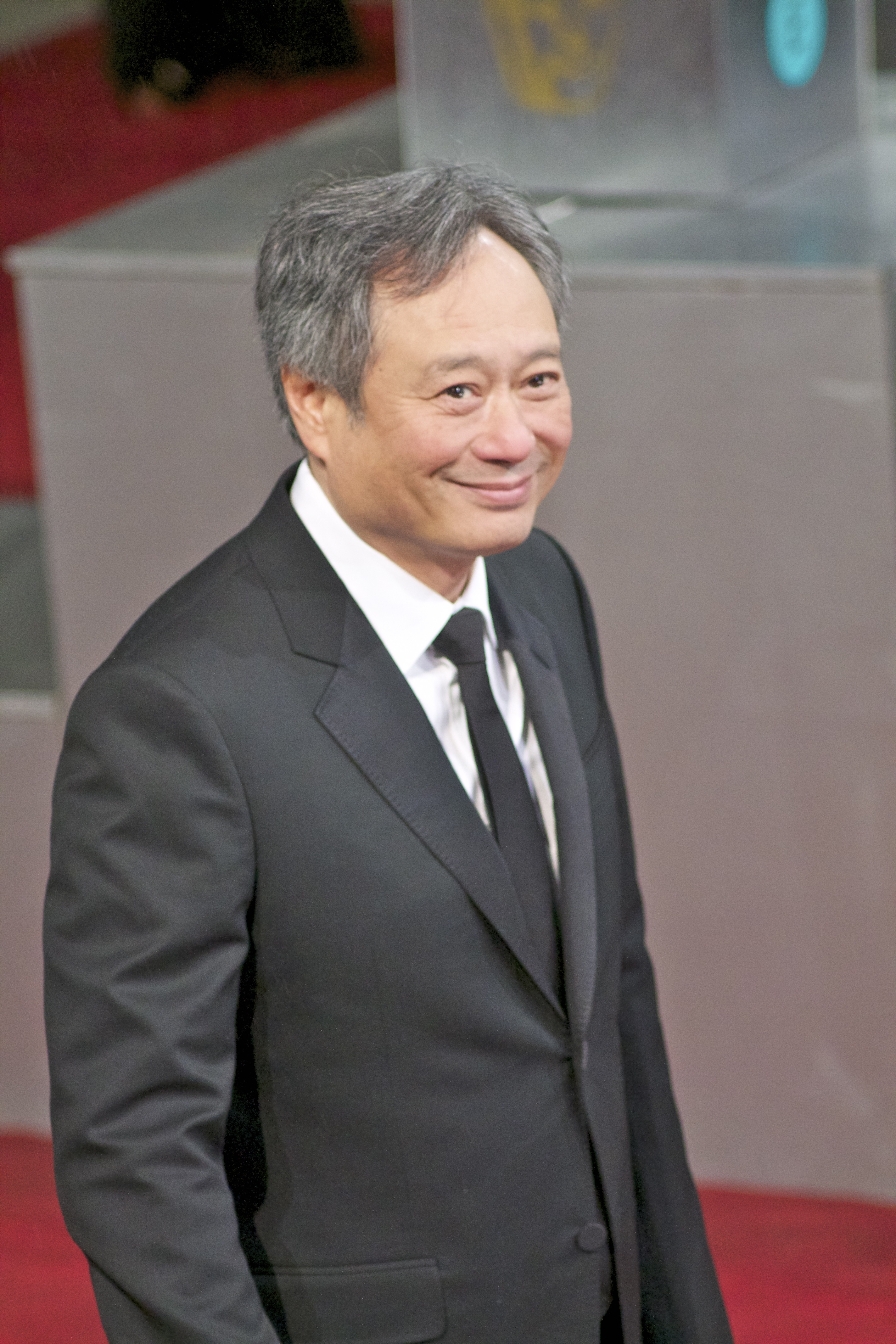
O cinesta Ang Lee, inicialmente relutante, sentiu-se cativado pela história e concordou em dirigir o filme

O conceito do filme surgiu em 1997, depois de a roteirista Diana Ossana ter lido o conto Brokeback Mountain, da autora Annie Proulx, publicado na revista The New Yorker. Ossana interessou-se e emocionou-se tanto pela história que a leu à noite e novamente na manhã seguinte e, logo após, contatou o também roteirista Larry McMurtry — que, no entanto, serviu-se apenas de corroterista para o filme — para que pudessem adaptar a narrativa; todavia, ele não estava interessado em histórias curtas. Porém, em seguida, depois de ter reconsiderado e lido a narração, McMurtry igualmente achou-a interessante, uma vez que, em suas palavras, "[a homossexualidade] está no Ocidente há mais de cem anos, esperando para ser escrita. Eu sabia disso, e todo mundo que estava familiarizado com a vida de caubói sabia disso". Ambos roteiristas escreveram a Proulx uma carta de fãs e perguntaram-lhe qual era sua opinião acerca de este conto ter sido o escolhido, e ela respondeu: "Não vejo um filme aqui, mas faça-o mesmo assim".
O passo seguinte foi a elaboração do roteiro, o qual levou três meses para ser concluído e, depois disso, foi posto à mostra. Cerca de cinco dias depois, Gus Van Sant viajou ao Texas, onde Ossana e McMurtry estavam, com intuito de dirigir o filme. A esperança dele era que Matt Damon, com quem já trabalhara em Good Will Hunting (1997), estrelasse como Ennis del Mar, e Joaquin Phoenix, como Jack Twist. Damon, no entanto, disse ao diretor: "Gus, eu fiz um filme gay (The Talented Mr. Ripley), depois um filme de caubói (All the Pretty Horses). Eu não posso aparecer em um filme faroeste gay!". O cineasta não conseguiu convencer outros atores, dentre os quais: Leonardo DiCaprio, Brad Pitt e Ryan Phillippe, a interpretar Ennis — isso fez com que o projeto estagnasse e Van Sant se desligasse dele. McMurtry acreditava que os agentes dos atores estavam dissuadindo-os de fazer o papel, dado que eles chamaram de "suicídio de carreira" para um ator heterossexual interpretar uma pessoa homossexual.
Em 2001, o produtor cinematográfico James Schamus pegou o projeto e, ao lado de Ossana, tentou convencer alguns cineastas, como Edward Norton e Joel Schumacher, para dirigi-lo. Embora as pessoas para as quais o roteiro era mostrado adoravam-no, ninguém se comprometia em adaptá-lo. Outro cineasta que esteve em negociações foi Pedro Almodóvar, que recusou a chance de dirigir Brokeback Mountain por ter tido dúvidas sobre trabalhar dentro das restrições de um estúdio de Hollywood. Além disso, afirmou que "seu filme" teria sido drasticamente diferente da versão de Ang Lee, uma vez que sua produção teria sido muito mais física e sexual do que a original. Ainda complementou que ele queria ir além de os personagens dormindo juntos uma vez, e, mesmo que o estúdio lhe tivesse prometido "total liberdade artística e a versão final", Almodóvar estava certo de que, se tivesse prosseguido com essa ideia, não o teriam deixado produzir da maneira que imaginou; entretanto, ele admitiu que ainda gostava muito da versão de Lee: "o cineasta foi o mais longe que pôde".
James Schamus considerava que O Segredo de Brokeback Mountain incorporava o espírito do Oeste americano sem, no entanto, se enquadrar nos moldes de um faroeste tradicional, e sugeriu a Ang Lee que considerasse dirigir o filme. No final de 2002, a roteirista pediu ao produtor que mostrasse o argumento a Lee, que o adorou e emocionou-se; entretanto, como ele já estava com desejo de fazer algo polpudo, escolheu envolver-se na direção de Hulk. A intenção de Lee era aposentar-se de sua profissão depois que o filme estivesse concluído, já que considerava-se cansado devido ao seu trabalho anterior, em Crouching Tiger, Hidden Dragon; contudo, durante as filmagens de Hulk, o diretor não deixava de pensar na história de O Segredo de Brokeback Mountain, a qual, segundo ele, atingiu-o com tanta força que tornou-se uma questão existencial para ele e foi responsável por "puxá-lo" de volta ao cinema. Posteriormente, Lee assinou a direção e declarou: "Ao me aproximar do final [do roteiro]... lágrimas vieram aos meus olhos". Ele se sentiu especialmente tocado pela representação autêntica da vida rural americana e pela repressão retratada na história. Bill Pohlad, produtor da River Road Entertainment — que mantinha uma parceria de dois anos com a Focus Features — contribuiu com o financiamento da produção.

### Seleção do elenco
A diretora de elenco Avy Kaufman declarou que Ang Lee demonstrou grande determinação na escolha dos intérpretes para os papéis principais. Antes de ser oficialmente escalado para o papel de Jack Twist, o ator Jake Gyllenhaal já havia se encontrado com Gus Van Sant em 1999, quando contava 19 anos de idade, para discutirem sobre o desenvolvimento do filme. No entanto, Gus não conseguiu escalar um ator para o papel de Ennis, o que atrasou o processo. Quatro anos mais tarde, com a confirmação de Lee na direção do projeto, houve uma nova reunião entre ele e Gyllenhaal, na qual o cineasta revelou que tinha Gyllenhaal e Heath Ledger em mente para os protagonistas. Contudo, foi informado por um membro da equipe de produção que, caso Ledger recusasse o papel de Ennis del Mar, outro ator assumiria o papel de Jack Twist.
A escolha de Ledger ocorreu no início de 2003, por sugestão da filha de Diana Ossana. Para avaliá-lo com mais profundidade, a produtora e Larry McMurtry organizaram uma pequena maratona de seus trabalhos cinematográficos. Ossana solicitou ao roteirista que assistisse ao filme Monster's Ball, o qual ele acompanhou até a cena em que o personagem de Ledger comete suicídio. Naquele momento, McMurtry levantou-se e declarou: "Não posso mais assistir a isso, é muito brutal — mas aquele jovem é Ennis". Em seguida, ambos propuseram o nome de Ledger ao estúdio, cuja equipe, no entanto, não o considerou com a devida seriedade, por julgá-lo "insuficientemente masculino". Posteriormente, diante da desistência do ator inicialmente comprometido com o papel de Ennis, Ossana entrou em contato com o agente dele, solicitando que o roteiro fosse entregue ao ator. Este o leu durante uma viagem à Austrália, acompanhado de sua então namorada, Naomi Watts, e declarou tratar-se do roteiro mais belo que já havia lido. Então, Ledger aceitou o papel, mas somente após ter sido incentivado por Watts, que o convenceu a aceitá-lo por diversas razões — "por sua carreira e pelo mundo". O papel de Ennis também havia sido oferecido a Mark Wahlberg, que declarou ter recusado a oportunidade porque estava "um pouco assustado" com a temática e com as cenas de sexo.
Desde o momento em que teve acesso ao roteiro, Ledger já havia manifestado o desejo de interpretar o personagem Ennis, e não Jack. Em sua avaliação, Ennis apresentava maior complexidade, sendo um personagem masculino marcado por traços de homofobia. Segundo o ator: "A falta de palavras que ele [Ennis] tinha para se expressar, sua incapacidade de amar", foi o que tornou o papel especialmente atraente [para se interpretar]. Posteriormente, Gyllenhaal, que já era amigo de Ledger e o admirava, descreveu-o como "muito além de sua idade como humano". Criado em meio ao convívio com cavalos, Ledger realizou uma pesquisa aprofundada sobre os aspectos pessoais de seu personagem, incluindo o aprendizado dos sotaques típicos do Wyoming e do Texas. O diretor forneceu a Ledger e a Gyllenhaal uma série de livros que tratavam da vida de caubóis homossexuais ou de homens que vivenciaram experiências similares às dos protagonistas da narrativa de Annie Proulx.

Ambos os atores também participaram de uma preparação prática em um rancho localizado nos arredores de Los Angeles, onde aprenderam técnicas de montaria a cavalo. Posteriormente, Gyllenhaal relatou:
O que une esses dois personagens não é apenas o amor, mas a solidão. Acredito que, acima de tudo, era uma solidão profunda. E o que sempre digo sobre o filme, que talvez com o tempo venha a ser mais bem compreendido, é que trata-se de duas pessoas em uma busca desesperada por amor. Por serem amadas. E que, provavelmente, eram capazes de amar plenamente. Elas simplesmente encontraram esse amor em alguém do mesmo sexo. Isso não anula o fato de que se trata, fundamentalmente, de uma das primeiras histórias de amor gay verdadeiramente profundas. Espero que isso possa gerar uma ideia de igualdade — ou seja, que é possível encontrar o amor em qualquer lugar. Essa intimidade pode existir em muitos contextos que as convenções sociais nem sempre nos permitem enxergar. E muitas vezes nós mesmos nos impedimos de vê-la, por medo das críticas — e, de fato, dos perigos — que isso pode provocar.
Ang Lee entrevistou entre 20 e 30 atrizes para os papéis de Alma e Lureen. Michelle Williams foi uma das primeiras a fazer o teste para o papel de Alma, e o diretor considerou que ela era perfeita para a personagem. Anne Hathaway, que na época estava filmando The Princess Diaries 2: Royal Engagement, recebeu o roteiro com uma nota que dizia: "Por favor, leia com atenção a parte de Alma", e ela o fez; contudo, apesar de ter se impressionado com a história geral e com a da personagem, foi Lureen quem cativou-lhe a atenção, e a atriz sentiu-se confiante de que aquele papel era seu e que, pela primeira vez, poderia ser uma "artista legítima". Dessa forma, a atriz compareceu ao teste durante seu intervalo de almoço de Royal Engagement; ela usava um vestido de baile e um aplique capilar "extremamente exagerados", mas mesmo assim demonstrava concentração e comprometimento durante a audição. Inicialmente, Lee não a considerou uma escolha evidente para o papel; porém, após assistir à sua performance no teste, convenceu-se de seu potencial e decidiu escalá-la no papel de Lureen. Para consegui-lo, a atriz chegou a mentir a respeito de sua experiência com equitação, quando o diretor perguntou-lhe se ela sabia tinha experiência com tal modalidade, e ela prontamente respondeu-lhe que "sim, eu sou uma joqueta muito boa", embora não tivera experiencia alguma com a modalidade esportiva. Para isso, Hathaway dedicou-se a aulas por dois meses a fim de se preparar adequadamente para o personagem e antes do início das filmagens.

### Filmagens

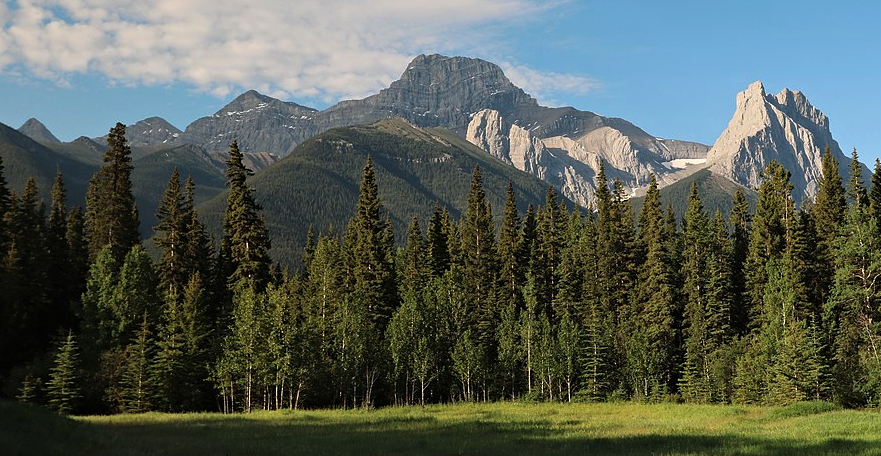
Brokeback Mountain foi filmando, em grande parte, em Alberta, Canada

As filmagens principais tiveram início no verão de 2004. Embora a história escrita por Annie Proulx se passe em Wyoming, o filme foi gravado quase inteiramente nas Montanhas Rochosas Canadenses, no sul da província de Alberta. Ang Lee chegou a visitar, acompanhado de Proulx, os locais reais da narrativa em Wyoming, mas optou por filmar no Canadá por razões orçamentárias. A montanha que aparece no filme é uma composição visual do Monte Lougheed, ao sul da cidade de Canmore, e das montanhas Fortress e Moose, localizadas no parque Kananaskis Country, uma área em Alberta com mais de 4 mil quilômetros quadrados de montanhas e lagos protegidos. Nesse local foram filmadas a maior parte das sequências do acampamento, bem como a cena em que Ennis encontra um urso.
As cenas de acampamento foram registradas em Goat Creek, no Lago Upper Kananaskis, em Elbow Falls e Canyon Creek — todos também em Alberta. Outras cenas foram gravadas nas cidades de  Calgary, Cowley e Fort Macleod; nesta última, foi filmado momento em que Ennis e Jack, ao reencontrarem-se depois de alguns anos, beijam-se na frente do apartamento em que Ennis e Alma moravam. No filme, o beijo durou cerca de três segundos, mas as filmagens duraram três dias. Posteriormente, o proprietário do apartamento instalou um pôster comemorativo no local em que a cena foi filmada. O orçamento de produção do filme foi de aproximadamente 14 milhões de dólares.
Inicialmente, o departamento ambiental de Alberta proibiu a equipe de filmagem de levar ovelhas domésticas às Montanhas Rochosas, devido ao risco de transmissão de doenças à fauna local. Eventualmente, as autoridades permitiram que as gravações ocorressem em uma montanha, desde que as ovelhas fossem transportadas diariamente para o local e retiradas ao final do dia. Para assegurar o cumprimento das normas ambientais, um biólogo foi contratado para supervisionar o processo.
Ledger e Gyllenhaal, que já eram amigos antes do início das filmagens, não demonstraram grande preocupação com as cenas íntimas. A primeira cena de sexo entre Ennis e Jack exigiu 13 tomadas até que Lee estivesse satisfeito. Durante essas filmagens, o cineasta manteve certa distância, permitindo que os atores se sentissem livres e espontâneos. Ele afirmou: "Não converso muito com eles, exceto em relação a orientações técnicas. Assim, essas cenas tornam-se muito mais fáceis de conduzir." Ledger comentou sobre o estilo de direção de Lee: "Há dois lados na direção do Ang — a pré-produção, que é incrivelmente detalhada e íntima, e o período de filmagens, quando ele praticamente não diz nada." O ator explicou que essa abordagem o motivava a se dedicar ainda mais em cada tomada. Gyllenhaal compartilhou da mesma opinião sobre o cineasta: "Ele simplesmente se desconecta totalmente de você durante as filmagens". Com relação ao processo de atuação, Ledger por vezes se sentia desconcertado com o estilo mais improvisado de Gyllenhaal, já que ele próprio preferia uma preparação rigorosa. O diretor, por sua vez, permitia que Ledger assistisse às gravações no monitor da câmera para que pudesse aprimorar sua performance.
Nas cenas finais em que Ennis visita os pais de Jack, a designer de produção Judy Becker ficou responsável por encontrar uma residência adequada. Lee buscou inspiração nos trabalhos dos pintores Andrew Wyeth e Vilhelm Hammershøi para o visual das paredes brancas do interior da casa. Utilizando duas câmeras, o diretor captava os atores de diferentes ângulos, trocando as lentes entre as tomadas e repetindo as cenas. "Quando você edita tudo junto, pode aplicar ênfase em determinadas reações e emoções", explicou. Diana Ossana relembrou que essas cenas finais foram particularmente emocionantes para Ledger e tiveram um impacto pessoal significativo sobre ele. Os atores que interpretaram os pais de Jack, Peter McRobbie e Roberta Maxwell, relataram que o ator se manteve muito reservado no set, entregando uma atuação poderosa.
O produtor executivo Michael Hausman alugou trailers Airstream para acomodar o elenco e a equipe técnica, criando, no set, uma atmosfera semelhante à de um acampamento de verão, onde todos podiam se conectar e estreitar laços. Ele relembrou momentos em que se reuniam em torno de fogueiras, cozinhavam juntos e pescavam no riacho local. Contudo, a produção não foi isenta de incidentes. Vários membros do elenco sofreram lesões durante as filmagens. Michelle Williams torceu o joelho nos primeiros dias de gravação, o que levou à alteração dos movimentos de sua personagem, que passou a aparecer majoritariamente sentada ou em pé. Ledger também machucou a mão ao socar uma parede em uma cena. Em outra ocasião, durante uma cena de beijo, quase quebrou o nariz de Gyllenhaal. A organização American Humane manifestou preocupações quanto ao tratamento dos animais no set, alegando que algumas ovelhas foram manuseadas de forma brusca e que um alce aparentava ter sido "baleado no momento exato". Descobriu-se, posteriormente, que o animal havia sido sedado com anestésico, o que violaria as diretrizes padrão da indústria cinematográfica para o manejo de animais.

### Fotografia

Os espaços abertos são utilizados para simbolizar a liberdade emocional dos protagonistas. As vastas paisagens naturais reforçam a ideia de que, longe das normas sociais, Ennis e Jack podem viver sua relação com maior autenticidade, como representado na primeira linha horizontal.
O uso de closes nos rostos dos personagens evidencia tanto as reações de homofobia, como destacado na segunda linha horizontal (sobretudo nos rostos dos dois primeiros personagens), e de repreensão e desgosto (3.ª imagem) e tristeza e solitude (última foto).
Porém, o filme também utiliza closes para destacar expressões íntimas do amor entre os protagonistas, revelando emoções profundas sem necessidade de palavras (como retratado na primeira imagem da terceira linha horizontal), e reações silenciosas de compreensão numa época repressora (2.ª imagem, mãe de Jack), ou mesmo a evidência de emoções que muitas vezes não são verbalizadas, como na última imagem.

Para a cinematografia, Lee declarou que prefere trabalhar com diretores de fotografia que possuam uma mentalidade aberta, disposição para aprender e genuíno interesse pela história e pelo conteúdo, antes mesmo de discutir aspectos visuais. Com isso em mente, selecionou Rodrigo Prieto para a direção de fotografia, afirmando: "Acho que ele é versátil, e eu queria alguém que pudesse filmar com rapidez [...] ele conseguiu me oferecer aquele olhar calmo, quase passivo, que eu buscava para Brokeback. Acredito que talento é talento." Conhecido por trabalhos anteriores como Amores Perros (2000) e 21 Grams (2003), Prieto foi convidado por Lee enquanto ainda finalizava as filmagens de Alexander (2004). Ao aceitar o convite, o cinematógrafo passou a desenvolver, em colaboração com o diretor, uma proposta visual baseada em um estilo contido, com foco na simplicidade e na observação dos personagens em seu ambiente. Segundo Prieto, o cineasta solicitou uma abordagem "serena e límpida", em contraste com o estilo mais dinâmico de seus trabalhos anteriores. A proposta partiu da premissa de que os personagens eram economicamente verbais e viviam em um ritmo mais lento, o que exigia uma fotografia igualmente comedida e sem movimento excessivo de câmera. Também, o diretor de fotografia afirmou que o Lee "queria fazer [O Segredo de Brokeback Mountain] para relaxar e se recuperar do pesadelo que passara em The Hulk (2003). Então, para Brokeback, foram realizadas relativamente poucas tomadas, e as horas de trabalho eram razoáveis a cada dia".
O desenho visual do filme foi definido por uma série de decisões técnicas. Prieto e Lee decidiram evitar o uso de travelling, câmera na mão ou gruas. A maior parte das cenas foi filmada com câmera fixa, utilizando tripé. Essa escolha visava acompanhar o ritmo narrativo de forma direta, sem intervenções estilísticas marcantes. Em termos de iluminação, buscou-se manter fontes discretas e integrar a luz ao ambiente diegético. Prieto relata que, em cenas noturnas, como a da primeira noite em que Ennis e Jack compartilham a barraca, foram utilizadas fontes de luz posicionadas a longa distância, com filtros para simular a coloração do luar. A barraca, por sua vez, foi filmada em estúdio, com atenção à continuidade visual.
A seleção dos negativos também seguiu critérios funcionais. Para as sequências ao ar livre, nas montanhas, foi utilizado filme 50 ASA com balanço para luz do dia, o que permitiu uma imagem de grão fino e alta nitidez. Em cenas ambientadas nas cidades fictícias de Signal e Riverton, foi usado filme 250 ASA, com um pouco mais de granulação e contraste. Para o trecho situado no Texas, foi empregado um negativo 500 ASA mais antigo, o que resultou em uma imagem com maior saturação de cor. Cada escolha de emulsão esteve vinculada à intenção de distinguir os diferentes espaços narrativos, mantendo a coesão da fotografia ao longo do filme. Durante a produção, Prieto realizou também a operação de câmera na maioria das cenas. Essa prática fazia parte de seu processo desde os primeiros trabalhos no México, permitindo maior controle sobre a composição e a iluminação. Elementos do figurino, como os chapéus utilizados pelos personagens, influenciaram diretamente a disposição da luz. Os chapéus projetavam sombras sobre os rostos, o que exigiu ajustes de rebatedores e posicionamento dos atores, buscando visibilidade sem evidenciar interferência técnica. A decisão de não utilizar correção digital de cor foi discutida durante a pré-produção. Ang Lee optou por manter o tratamento fotoquímico tradicional, evitando o uso de digital intermediate. Segundo do cinematógrafo, essa escolha se alinhava à proposta de manter o processo simples e direto, sem manipulação posterior significativa da imagem. A ausência de correções digitais contribuiu para preservar as características do negativo original em cada locação.
O uso de close-ups, segundo o cineasta, são fundamentais para capturar as emoções internas dos personagens de forma sutil e íntima. Como os protagonistas expressam pouco de seus sentimentos verbalmente, a câmera se aproxima de seus rostos para transmitir os desejos, medos e afetos não ditos. A escolha do close-up visa mostrar a complexidade emocional por meio dos gestos e expressões, respeitando a profundidade e a vulnerabilidade dos personagens. Essa técnica é central para a conexão do público com suas experiências. O diretor de fotografia, portanto, optou por uma abordagem cinematográfica mais serena e naturalista, afastando-se de seu estilo anterior, mais dinâmico. Em sua análise do uso de closes e planos estáticos, Prieto destacou a importância de capturar as emoções dos personagens de forma íntima e direta, utilizando os detalhes das expressões faciais e gestos sutis. Ele explica que, ao invés de recorrer a diálogos ou movimentos de câmera intensos, a cinematografia do filme se concentra em transmitir a tensão emocional por meio dessas imagens, criando um espaço de introspecção para os personagens. Essa escolha técnica reflete a busca por uma representação mais genuína das emoções dos protagonistas, essencial para o tom íntimo e introspectivo da narrativa. Por exemplo, a reação de Lureen durante a ligação telefônica de Ennis é marcada pela formalidade e pela ausência de emoção, sugerindo uma percepção implícita da verdadeira natureza da relação entre Jack e Ennis. Sua postura distante indica uma recusa em confrontar abertamente a situação, refletindo a repressão social e afetiva que permeia o contexto do filme. Essa escolha narrativa reforça a solidão dos personagens e a dificuldade em viver plenamente seus afetos em um ambiente regulado por normas heteronormativas. Da mesma forma, o uso de closes é marcado para retratar diversas outra emoções, como a homofobia, principalmente no olhar dos personagens Joe Aguirre (patrão de Ennis e Jack) e John Twist (pai de Jack), ou o olhar de compaixão e compreensão da Sra. Twist (mãe de Jack).
A cinematografia e o ritmo narrativo são cuidadosamente orquestrados para refletir a tensão entre liberdade e repressão. Nas cenas que se passam na montanha, a câmera adota uma linguagem visual expansiva e o tempo é estendido, em harmonia com a vastidão e o silêncio da natureza. Esse ritmo pausado reforça a autenticidade e a intensidade do vínculo entre Ennis e Jack. Por outro lado, nas sequências em que os personagens retornam à vida social e às convenções heteronormativas, Ang Lee acelera a narrativa, condensando eventos como casamentos, paternidade e carreiras frustradas em passagens rápidas e quase despersonalizadas. O casamento de Ennis com Alma e o envolvimento de Jack com Lureen são retratados de forma rápida e fragmentada, como se o tempo lhes escapasse das mãos. Esse contraste evidencia a alienação emocional dos protagonistas fora de Brokeback e simboliza a perda inevitável de seus verdadeiros desejos diante das pressões sociais. A montagem, ao telescopar o tempo, sugere que a vida dos personagens se torna uma sucessão automática de obrigações, destacando ainda mais a montanha como um espaço de autenticidade interrompido.
A cinematografia de O Segredo de Brokeback Mountain se organizou, portanto, a partir de princípios técnicos e narrativos estabelecidos em diálogo com o diretor. As decisões de Prieto priorizaram uma integração entre os personagens e os ambientes representados, articulando luz, cor, textura e composição de forma a acompanhar a progressão da narrativa.

### Arte

Figurino usado por Ennis e Jack, exposto no Museu Vitória e Alberto

O design de produção de O Segredo de Brokeback Mountain foi conduzido pela diretora de arte Judy Becker, cuja abordagem priorizou a fidelidade histórica e a evocação de atmosferas compatíveis com a narrativa emocional do filme. A recriação dos cenários entre as décadas de 1960 e 1980 envolveu uma extensa pesquisa visual e contextual, com foco em representar a vida rural e interiorana nos estados de Wyoming e Texas. Os espaços foram pensados para refletir não apenas a passagem do tempo, mas também os contrastes entre liberdade e repressão experimentados pelos personagens. A equipe de direção de arte, sob coordenação de Becker e com a colaboração de membros de decoração de cenário, optou por um estilo visual discreto e funcional. Os objetos cênicos, móveis e detalhes arquitetônicos foram cuidadosamente selecionados para sugerir autenticidade, mas sem chamar atenção para si. As casas modestas, os interiores austeros e os ambientes externos amplos e isolados contribuíram para reforçar a sensação de contenção emocional, ao mesmo tempo que ampliavam o impacto da vastidão natural como contraponto aos dilemas íntimos da trama.
O figurino, assinado por Marit Allen, também seguiu uma lógica de sobriedade e precisão histórica. A estilista pesquisou fotografias de época e referências regionais para construir o figurino dos personagens principais e coadjuvantes, priorizando tecidos e cortes condizentes com os estilos usados por vaqueiros e trabalhadores rurais daquele período. Em entrevistas, Allen destacou a importância de transmitir a passagem do tempo por meio de mudanças sutis no vestuário — como o desgaste das peças ou a substituição progressiva por roupas mais modernas — sem comprometer a continuidade visual.
A integração entre figurino, cenografia e ambientação contribuiu para a criação de um universo coeso, em que os elementos visuais operam como extensões simbólicas do enredo. Os espaços ocupados por Jack e Ennis ao longo dos anos — casas, quartos de motel, trailers e campos abertos — revelam não apenas as transformações físicas dos personagens, mas também suas estratégias de adaptação, fuga ou resignação. Essa coerência visual foi resultado de uma coordenação minuciosa entre os departamentos de arte, figurino, fotografia e direção.
O design de produção, portanto, desempenhou um papel fundamental na construção do realismo emocional e geográfico de Brokeback Mountain. A atenção aos detalhes e a escolha deliberada de cores, texturas e objetos ajudaram a sustentar a narrativa de forma discreta, porém impactante. A paisagem, os espaços interiores e os trajes tornam-se elementos narrativos por si próprios, contribuindo para a imersão do espectador na trajetória dos personagens ao longo de quase duas décadas. Sobre o trabalho da figurinista, Ang Lee declarou: "Marit Allen não era simplesmente a melhor no que fazia; ela era simplesmente o melhor que um ser humano poderia ser. Ela vestia seus personagens não para cobri-los com uma imagem preconcebida, mas para libertá-los para expressar tudo o que ela sonhava que eles pudessem se tornar. Seu talento, sua paixão, seu profissionalismo, todos expressavam uma bondade básica e fundamental, uma preocupação com o sentimento e a expressão humana em todas as suas formas".

### Edição
A edição de O Segredo de Brokeback Mountain foi iniciada por Geraldine Peroni, que trabalhou durante a maior parte do processo de montagem, mas morreu antes de sua conclusão. Dessa forma, Dylan Tichenor, que havia sido seu assistente em outros projetos, assumiu a finalização do filme e compartilha com ela os créditos de edição. Sobre o processo, Tichenor afirmou: "Foi uma forma de homenagear Gerri [Peroni] — trabalhar com o material dela no filme". Segundo ele, a colaboração entre ambos foi possível devido à semelhança de estilo e sensibilidade narrativa: "Eu vi todos os diários e entendi por que ela escolheu o que escolheu. Eu teria feito as mesmas escolhas."
Grande parte das sequências já havia sido montada por Peroni utilizando o sistema Avid Film Composer XL. Tichenor, com experiência nesse sistema, deu continuidade ao trabalho, preservando boa parte da montagem original. O processo contou com o suporte dos assistentes Kimberly Tomes e Beth Moran, além de outros dois auxiliares de edição. Durante a fase final, Tichenor trabalhou diretamente com Ang Lee, avaliando as performances e ajustando o ritmo das cenas. "A edição estava centrada em como mostrar o interesse entre os personagens e em que momentos. Quantos olhares foram trocados? Era preciso haver o suficiente, mas não em excesso. Queríamos que o primeiro encontro íntimo fosse uma surpresa, mas não algo inesperado demais", explicou o editor.
A narrativa do filme se estende por mais de 20 anos, o que exigiu soluções de montagem que transmitissem a passagem do tempo de forma fluida, com foco no arco emocional dos personagens.

### Efeitos visuais
"Estou muito orgulhoso deste filme. Significou muito para mim pessoalmente. Eu era um grande fã da história [original], que li em uma coletânea de Best American Short Stories. Quando soube que Ang [Lee] estava fazendo o filme, pensei: 'Isso é perfeito'. Quando soube que Geraldine estava editando, pensei: 'Ótimo, isso é perfeito'. Foi uma confluência maluca de eventos que me levou a este filme, e foi uma ótima experiência em muitos níveis. Transformar esta história em um filme foi uma tarefa realmente difícil – e acho que realmente funciona".

— Louis Morin a falar sobre os efeitos visuais.
Os efeitos visuais de O Segredo de Brokeback Mountain foram desenvolvidos pela empresa canadense Buzz Image Group, sediada em Montreal. Ao todo, foram criadas cerca de 75 sequências com intervenções digitais, incluindo substituições de céu, extensões de cenário, remoções e, principalmente, replicação de ovelhas. Durante as filmagens, aproximadamente 700 ovelhas estavam presentes no set, mas algumas cenas exigiam até 2 500 animais em plano aberto. Para essas demandas, foram utilizadas técnicas de animação 3D por meio do software SOFTIMAGE XSI.
O supervisor de efeitos visuais Louis Morin visitou diversas vezes o set em Calgary para analisar os ambientes e orientar a inserção digital de elementos que se integrassem ao cenário natural. Segundo Morin, Ang Lee é "bastante perfeccionista" no que diz respeito ao enquadramento e a preocupação era garantir que os efeitos se mantivessem imperceptíveis ao público: "Se fizemos bem nosso trabalho, ninguém saberá o que foi feito".
A equipe também realizou composições temporárias no Avid Film Composer, que eram compartilhadas com a Buzz junto a referências em QuickTime, fitas DVCAM e planilhas técnicas. Os materiais finais eram entregues em sequências QuickTime para o Avid e arquivos Cineon para exibição em película. Um sistema de script interno do SOFTIMAGE XSI foi customizado para evitar padrões visuais nas animações de grupos de ovelhas replicadas.
Os desafios com as condições climáticas e as rápidas mudanças de tempo também influenciaram o trabalho de efeitos visuais, exigindo ajustes constantes no céu e no ambiente. A equipe teve que garantir que as mudanças digitais de céu e luz se integrassem bem ao humor da narrativa. Além disso, a replicação de ovelhas exigiu atenção extra aos detalhes de animação, texturas e sombras para garantir uma aparência realista e uma integração perfeita ao cenário. Louis Morin enfatizou a filosofia de que os efeitos visuais devem ser invisíveis, dizendo: "O desafio dos efeitos visuais é garantir que eles sejam invisíveis. Quando o público percebe que houve um efeito, o filme perde a magia". A colaboração estreita entre ele o diretor foi crucial, com Lee compartilhando a visão de que os efeitos visuais não deveriam chamar atenção para si mesmos, mas sim servir à narrativa. Em suas palavras, "Os efeitos não devem chamar atenção para si mesmos. O objetivo é criar uma atmosfera que respire com a história".

### Música
Gustavo Santaolalla, ao compor a trilha sonora — que consiste em 17 faixas, além de canções de Bob Dylan e Roger Miller —, concentrou-se na criação de uma atmosfera sonora que refletisse a profundidade emocional e a complexidade dos personagens e da história. Ao contrário de outros compositores que criam suas trilhas após as filmagens, ele teve a oportunidade de compor a música antes mesmo das filmagens, o que lhe permitiu um maior envolvimento emocional com o roteiro. Sobre esse processo, ele disse: "Se você está conectado à história e ao diretor, faz muito sentido porque, de alguma forma, a música se torna parte da essência do filme desde o começo."
A principal influência de Santaolalla para a trilha sonora veio da natureza selvagem e da solidão representada no filme, além da tensão e do conflito interno dos personagens. A música precisava capturar o isolamento emocional dos protagonistas, a paisagem desolada e o amor proibido que caracteriza a narrativa. Ele sentiu que a música deveria ser minimalista, para que não sobrecarregasse a delicada dinâmica entre os personagens. Em suas palavras: "A música tem que ser o mais simples possível. Não deve interferir na história, mas deve ser parte da história. Eu queria que a música fosse como uma presença, algo que estivesse sempre lá, mesmo sem ser notado diretamente."
Santaolalla escolheu trabalhar com instrumentos que transmitissem essa simplicidade e rusticidade. Entre os principais instrumentos usados estão o violão, o oud e o esrach — uma espécie de violino hindu-paquistanês —, que ajudaram a criar texturas sonoras íntimas e quase etéreas. O violão foi utilizado de maneira suave, com notas longas e arranjos simples, enquanto o oud trouxe uma sonoridade mais exótica, evocando a vastidão e a imensidão do cenário do filme. O esrach também foi utilizado para adicionar camadas sutis à trilha. A abordagem minimalista do compositor foi uma decisão deliberada, pois ele queria que a música se comunicasse diretamente com o espectador, sem distrações. Em sua composição, ele preferiu a ausência de grandes orquestras ou instrumentos grandiosos, apostando em uma paleta sonora mais enxuta, que se alinhava perfeitamente com a quietude e o espaço vazio que permeiam a narrativa, embora usou orquestra para compor parte da trilha, além de tocado seu próprio violão.
A trilha de O Segredo de Brokeback Mountain se tornou um elemento central do filme, ajudando a construir a tensão emocional e a sensibilidade do enredo. A simplicidade da música, combinada com a força dos arranjos, contribuiu significativamente para a atmosfera do filme, tornando a obra sonora quase um personagem à parte na narrativa.

### Designde som
O design de som desempenhou um papel fundamental na construção da atmosfera emocional do filme, sendo um elemento essencial para dar vida à paisagem e à trama. Segundo Eugene Gearty, sonoplasta e supervisor de som do filme, a principal preocupação de Ang Lee era criar um ambiente sonoro que refletisse a vastidão e a solidão do Oeste americano, especialmente através do som do vento. Gearty descreve o vento como a "força da natureza" que ajudou a destacar a relação íntima entre os personagens e, ao mesmo tempo, a imensidão do cenário ao redor. O som do vento foi trabalhado de forma a contrastar com os momentos de intimidade, refletindo a tensão entre os sentimentos dos personagens e o ambiente que os envolve. A música também acompanha a progressão narrativa, intensificando-se nos momentos de aproximação afetiva entre os personagens e sendo interrompida nas cenas em que surgem manifestações de violência física ou simbólica, que evidenciam os conflitos impostos pelo preconceito e pela intolerância, temas centrais da obra.
O processo de design de som foi amplificado pelo uso do sistema Digidesign Pro Tools HD, que permitiu a Gearty trabalhar com áudio em som surround 5.1 e integrar diversos elementos sonoros com precisão. A flexibilidade do Pro Tools permitiu que o sonoplasta ajustasse e mixasse os sons de forma criativa, ao mesmo tempo em que colaborava com Ang Lee e o editor Dylan Tichenor. Essa colaboração permitiu que mudanças sonoras fossem feitas rapidamente, com Gearty sendo capaz de mostrar as alterações para a equipe durante as sessões de edição.
A equipe de som, incluindo Phil Stockton, trabalhou em várias áreas, como Foley, ADR e edição de diálogos. Utilizando diversas ferramentas do sistema Pro Tools, a equipe conseguiu criar um fluxo colaborativo eficiente com a equipe de edição, garantindo que o som e a imagem se integrassem de maneira harmoniosa. A combinação de técnicas de design de som e a abordagem única do vento como protagonista auditivo contribuíram significativamente para o impacto emocional do filme, ajudando a transmitir a beleza crua e melancólica da história.

## Temas e análises
"O Segredo de Brokeback Mountain não apenas rompeu com os padrões da representação gay — ele desmantelou as expectativas que se impõem sobre a masculinidade, sobre o amor e sobre a própria narrativa. O filme demonstrou que a delicadeza pode ser poderosa. Que o silêncio pode dizer mais do que qualquer diálogo. Que um filme pode transformar percepções não por meio do confronto, mas da compaixão.
Anos depois, a frase "Eu queria saber como desistir de você" permanece gravada na memória cultural. Não por ter sido dita em tom alto, mas por sua honestidade. Porque todos nós, de alguma forma, já carregamos um amor que não pudemos conservar. Uma verdade que não conseguimos compartilhar.
O Segredo de Brokeback Mountain permanece não apenas como um marco no cinema queer, mas como um lembrete atemporal: o ato mais radical é amar por completo, mesmo quando o mundo não permite."

O Segredo de Brokeback Mountain tem sido objeto de muitas análises e interpretações. O filme apresenta uma narrativa "multifacetada", segundo análise do site especializado em cinema Plano Crítico, o que permite a investigação de diversos aspectos sociais, afetivos e psicológicos. Ao abordar a relação entre dois homens em um contexto histórico marcado pela repressão, o filme suscita reflexões sobre identidade, masculinidade, estruturas familiares e os limites impostos pelas convenções sociais. Através de uma linguagem visual contida e de uma dramaturgia baseada na sugestão e no não dito, a obra é capaz de proporcionar as implicações emocionais e sociais que atravessam a vida dos personagens.

### A sutileza como base dramatúrgica e interpretativa
A narrativa de O Segredo de Brokeback Mountain se estrutura a partir de uma construção dramatúrgica marcada pela contenção e pela sugestão, evitando explicitações ou diálogos expositivos. O roteiro privilegia silêncios e gestos mínimos como condutores da carga emocional da história. Essa abordagem dramatúrgica tem como base a sutileza: os conflitos internos dos personagens não são verbalizados com clareza, mas sugeridos por meio de pequenos deslocamentos, pausas ou reações que revelam tensões profundas e dilemas emocionais complexos.
Essa concepção narrativa exige, por consequência, uma atuação igualmente sutil por parte do elenco. Tanto Heath Ledger quanto Jake Gyllenhaal constroem seus personagens com ênfase em nuances corporais e expressivas que ampliam o subtexto da obra. Ledger, especialmente, articula sua interpretação em torno de gestos contidos, olhares evasivos e rigidez corporal, elementos que comunicam repressão emocional e dificuldade de verbalização afetiva. Gyllenhaal, por sua vez, oferece uma performance mais aberta, porém igualmente dependente da linguagem não verbal, evidenciando a tensão entre o desejo de afeto e a frustração diante da impossibilidade de vivê-lo plenamente. A escolha por uma dramaturgia implícita e por atuações que se alinham a esse princípio permite ao filme desenvolver uma camada narrativa silenciosa, na qual a força emocional reside no que não é dito. Assim, atuação e estrutura dramatúrgica operam em consonância, fazendo da sutileza um dos pilares expressivos mais importantes do filme.
A trilha sonora também é uma personagem no filme. Nos momentos em que Ennis e Jack iniciam suas atividades de pastoreio e cuidado dos animais no acampamento, a direção de Ang Lee destaca de forma deliberada a paisagem e a imponência do cenário natural. A trilha sonora, presente de modo recorrente nessas cenas, carrega uma sonoridade terna e lírica. Esses elementos visuais e sonoros reforçam a ideia de que o vínculo afetivo e o desejo entre os personagens estão associados a uma experiência de beleza, harmonia e elevação estética. A natureza é representada como um espaço isento de imposições ideológicas — um lugar onde os protagonistas podem existir fora das normas sociais que regulam a masculinidade, a sexualidade e o comportamento afetivo dentro de um contexto patriarcal, heteronormativo e cristão.

### Sexualidade dos personagens
Analistas, críticos, elenco e produtores discordaram quanto a categorizar os dois protagonistas do filme como homossexuais, bissexuais, heterossexuais ou se ambos deveriam estar livres de qualquer classificação de orientação sexual. Embora a mídia frequentemente tenha se referido ao longa-metragem como o "filme dos cowboys gays", diversos críticos observaram que tanto Jack quanto Ennis eram bissexuais. O pesquisador sexual Fritz Klein afirmou que a obra foi "um bom filme com dois personagens principais que eram bissexuais" e sugeriu que o personagem Jack está mais "para o lado gay" do espectro e Ennis, "um pouco mais para o lado heterossexual".
Gyllenhaal concluiu que Ennis e Jack eram homens heterossexuais que "desenvolvem esse amor, esse vínculo", afirmando em uma entrevista à revista Details: "Eu me aproximei da história acreditando que eles são na verdade dois caras heterossexuais que se apaixonam." Ledger declarou à revista Time: "Não acho que Ennis poderia ser rotulado como gay. Sem Jack Twist, eu não sei se ele teria saído do armário... Eu acho que o ponto principal era que eram duas almas apaixonadas uma pela outra".
Para alguns analistas, a sexualidade dos personagens era simplesmente ambígua. Clarence Patton e Christopher Murray afirmaram ao jornal Gay City News de Nova York que as experiências de Ennis e Jack eram metáforas para "muitos homens que, embora não se identifiquem como gays ou mesmo queer, fazem sexo com outros homens". A Entertainment Weekly escreveu: "todos o chamavam de 'O Filme dos Cowboys Gays'. Até que o assistiram. No final, a história de amor de Ang Lee de 2005 não era gay ou heterossexual, apenas humana". Um crítico do Filmcritic.com escreveu: "Mais tarde, vemos Jack ansioso por envolver-se sexualmente com Lureen, sem explicação se ele é ou não bissexual, dada a necessidade de intimidade física que qualquer pessoa, independente do gênero, possa lhe oferecer, ou que simplesmente seja muito hábil em fingir isso."
O autor de não ficção LGBT, Eric Marcus, rejeitou a "conversa de que Ennis e Jack são tudo menos gays como correção política influenciada pelas bilheterias, destinada a direcionar o público heterossexual para o filme". Roger Ebert concluiu que os dois personagens eram gays, mas que eles mesmos duvidavam disso: "Jack é capaz de aceitar com um pouco mais de vontade que ele é inescapavelmente gay". O produtor do filme, James Schamus, afirmou: "Suponho que os filmes podem ser testes de Rorschach para todos nós, mas, dane-se se esses personagens não são gays para mim." Annie Proulx, cuja história serviu de base para o filme, afirmou: "a maneira como diferentes leitores interpretam a história é um reflexo de seus próprios valores pessoais, atitudes, preocupações."
Ao ser questionado sobre o receio de ser escalado para um papel tão polêmico, Ledger respondeu que não tinha medo do papel, mas sim que estava preocupado caso não fosse maduro o suficiente como ator para fazer justiça à história. Respondendo a essa mesma indagação, Gyllenhaal disse sentir-se extremamente orgulhoso do filme e de seu papel, independentemente das reações que provocariam. Quanto à sua própria sexualidade, o ator afirmou que considera lisonjeiros os rumores de que ele é bissexual, declarando: "Estou aberto para o que as pessoas querem me chamar. De fato, nunca me senti atraído por homens, mas não acho que eu teria medo se isso acontecesse." O desempenho de Ledger foi descrito por Luke Davies como uma interpretação difícil e poderosa em virtude do ambiente do filme: "Em Brokeback Mountain, a vulnerabilidade, o potencial de perigo, é tão grande — um mundo tão masculino que pode te destruir por qualquer aberração — que o verdadeiro brilho de Ledger foi trazer para a tela um personagem, Ennis Del Mar, tão fundamentalmente fechado que é como uma bíblia de desejos não realizados, anseios sufocados, potencial perdido."

### Subversão do gênerowestern
A campanha de despolitização do filme, que foi bem sucedida em alguns aspectos, não conseguiu evitar a reação resultante da subversão do filme ao "mito do Oeste americano e seus heróis icônicos", característica essencial do cinema western. O Segredo de Brokeback Mountain desafia a imagem icônica do vaqueiro branco, masculino, tipicamente americano, e permite que ele se envolva em relacionamentos com alguém do mesmo sexo. O escritor Jim Kitses declarou que "o que desencadeia o ataque emocional do filme é a inadequação de seus personagens para articular e entender, muito menos controlar, a experiência que os atinge como uma tempestade. Os caubóis americanos — de qualquer origem — não se apaixonam uns pelos outros. Tipos práticos e conservadores de masculinidade bruta e incontestável não estão de forma alguma preparados para o amor entre homens."
Em artigo publicado no Los Angeles Times, o crítico Reed Johnson apresentou um ponto de vista diferente, enfatizando que, "apesar de O Segredo de Brokeback Mountain ser o primeiro western de Hollywood a abordar a temática homossexual de forma tão explícita, dificilmente é o primeiro a sugerir as espinhosas armadilhas emocionais que a vida de caubói causou junto de alguns homens." O autor comenta que desde os clássicos de John Ford, Howard Hawks e Sam Peckinpah aos westerns revisionistas da época da Guerra do Vietnã, muitas versões hollywoodianas do velho ou do novo Oeste exploraram sentimentos ambivalentes escondidos que homens sentem uns pelos outros, tais como "inveja e adoração heroica; rivalidade e camaradagem; o ódio e, em alguns casos, o amor -  ou algo próximo dele", uma vez que o código Hays proibiu referências explícitas à homossexualidade no cinema dos Estados Unidos por quase quatro décadas. Johnson ressaltou ainda o tratamento muitas vezes insignificante recebido pelas personagens femininas nos filmes do gênero, as quais são vistas como simples "domesticadoras" dos personagens masculinos centrais, como trapaceiras ou "garotas de saloon", levando os protagonistas a procurarem conforto e compreensão na companhia de outros homens.

### Contexto social e repressão afetiva
A narrativa de O Segredo de Brokeback Mountain está situada em um período que abrange as décadas de 1960 a 1980, tempo marcado por rígidas normas sociais em relação à sexualidade e à masculinidade. Esse recorte temporal é essencial para compreender as limitações enfrentadas por Ennis Del Mar e Jack Twist no desenvolvimento de sua relação. A ambientação rural e conservadora do interior dos Estados Unidos reforça a presença de códigos culturais que marginalizam qualquer forma de afeto entre homens que fuja ao padrão heteronormativo dominante. O ambiente externo funciona como uma constante força repressora, que não apenas ameaça a segurança física dos personagens, mas também molda suas decisões pessoais, profissionais e afetivas.
A repressão vivida por ambos os protagonistas não se dá apenas de forma explícita, por meio de ameaças sociais ou violência simbólica, mas também de forma internalizada. Ennis, em especial, carrega desde a infância o temor de consequências violentas para homens que desafiem as normas de gênero — medo alimentado por experiências traumáticas e memórias familiares. Esse medo molda sua personalidade reservada e sua resistência em assumir plenamente o vínculo com Jack. A relação entre os dois, portanto, é construída em um espaço liminar, de encontros breves e ocultos, nunca plenamente assumidos. Essa dinâmica revela como o contexto social atua como força estruturante da repressão emocional, limitando as possibilidades de vivência do afeto e impondo aos sujeitos uma existência marcada por omissões, silêncios e frustrações.

### Dinâmica familiar e consequências emocionais
O filme apresenta, de maneira gradual e sutil, o impacto da relação entre Ennis e Jack sobre suas respectivas vidas familiares. Ambos se casam com mulheres e têm filhos, seguindo trajetórias esperadas dentro de uma lógica social tradicional. No entanto, essas estruturas familiares não são suficientes para suprimir o vínculo emocional que compartilham. A duplicidade de vidas — uma pública, regida por convenções, e outra privada, orientada pelo desejo — gera um acúmulo de tensões que afeta profundamente a estabilidade emocional dos personagens e daqueles ao seu redor. As cenas que retratam a vida doméstica de Ennis, por exemplo, indicam a presença de distanciamento afetivo e de uma relação conjugal marcada por ausências emocionais, mesmo em momentos de convivência física.
A insatisfação crescente de suas esposas, especialmente a personagem Alma, evidencia como essa repressão emocional transcende o casal protagonista e se estende aos núcleos familiares. Alma percebe a existência de algo não dito, de uma dimensão afetiva que escapa à normalidade do casamento, o que a leva a tomar decisões que rompem com o modelo familiar idealizado. No caso de Jack, observa-se um esforço contínuo para conciliar sua vida familiar com o desejo de viver de maneira mais livre ao lado de Ennis, desejo que esbarra em negativas recorrentes. A frustração decorrente desse impasse se manifesta na busca por relações paralelas e em conflitos latentes com seu sogro, que simboliza a autoridade conservadora e patriarcal que o oprime. A representação dessas dinâmicas familiares não se limita a um juízo moral, mas revela, com discrição, os efeitos emocionais de uma existência dividida. As consequências dessa cisão se materializam na forma de sofrimento psíquico, isolamento e, em última instância, na impossibilidade de uma realização plena. A dramaturgia do filme, ao tratar dessas relações com sobriedade, evidencia como os compromissos sociais assumidos em detrimento da autenticidade emocional podem produzir feridas profundas e silenciosas, transmitidas também às gerações futuras.

## Lançamento

### Distribuição

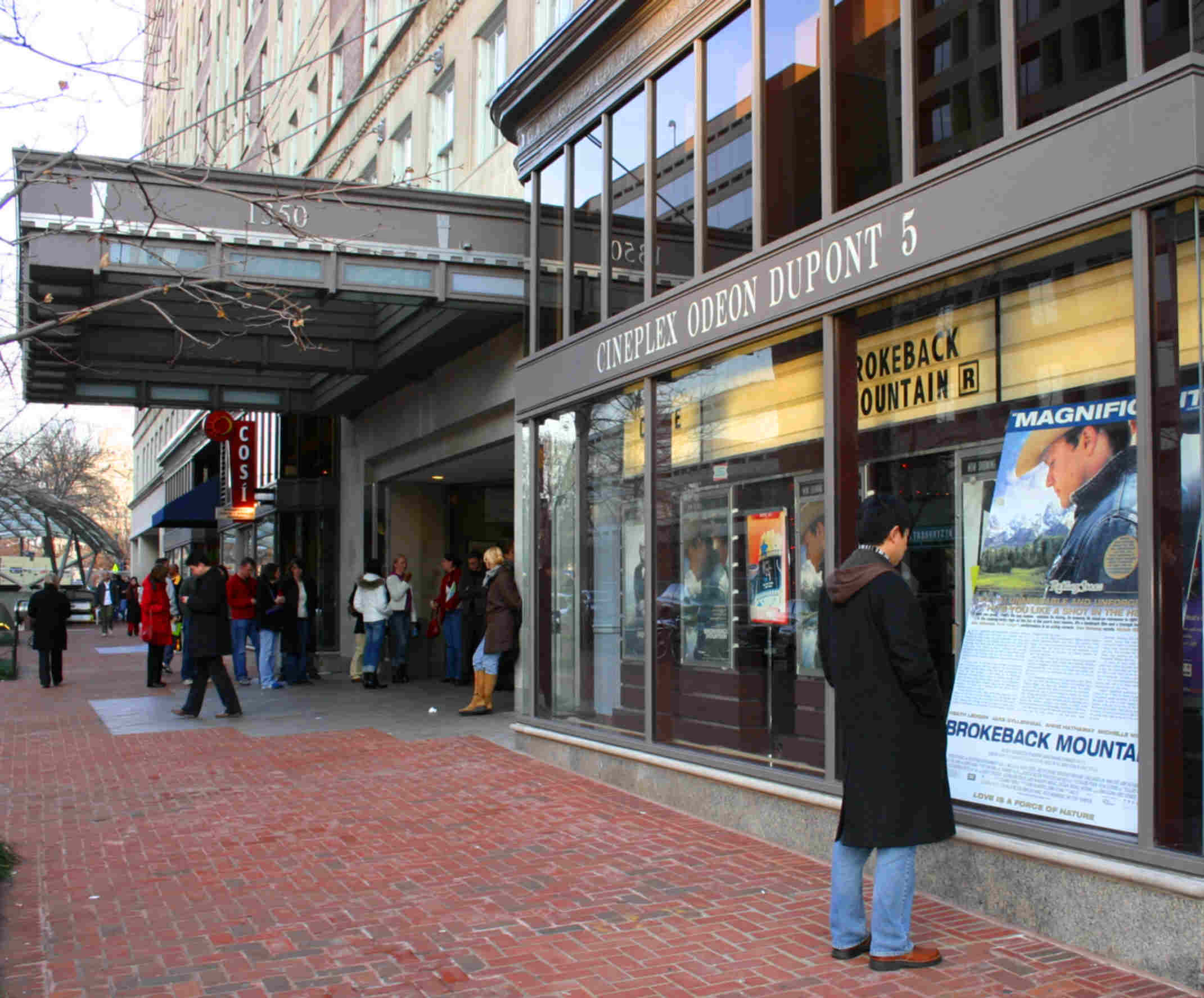
O Segredo de Brokeback Mountain em cartaz exibido em frente a um cinema, em Washington, DC

O Segredo de Brokeback Mountain teve sua estreia mundial no 62.º Festival Internacional de Cinema de Veneza, em setembro de 2005, com a presença do diretor Ang Lee e dos atores Heath Ledger, Jake Gyllenhaal e Anne Hathaway. A obra foi exibida na competição oficial e, segundo o The Guardian, causou uma resposta emocional intensa no público, e a sessão terminando com uma ovação de pé calorosa do público presente, com aplausos prolongados e reações visivelmente emocionadas. A crítica internacional destacou o tratamento contido e a sensibilidade da narrativa. O Globe and Mail observou que a recepção positiva se deveu, em parte, à recusa do filme em adotar um tom melodramático, optando por uma abordagem mais silenciosa e precisa. Desde a primeira exibição, Brokeback Mountain passou a ser considerado um dos principais candidatos ao prêmio principal do festival.
A obra foi laureada com o Leão de Ouro de Melhor Filme, desbancando forte concorrentes, tais quais The White Countess, dirigido por James Ivory; Caché, de Michael Haneke; The Constant Gardener, de Fernando Meirelles; A History of Violence, de David Cronenberg; e Paradise Now, de Hany Abu-Assad. Essa marcou a primeira vitória de um cineasta de Taiwan na principal premiação de Veneza. Segundo a revista Taiwan Panorama, o prêmio representou um reconhecimento à capacidade de Ang Lee de lidar com temas universais por meio de uma estética contida. Em declarações oficiais, o diretor artístico do festival, Marco Müller, afirmou que Brokeback Mountain foi escolhido pela sua abordagem sensível e universal dos temas de amor e repressão. Segundo Müller, o filme conseguiu transcender a temática LGBT, tocando em questões humanas universais como a solidão e o desejo. A obra foi elogiada pela sobriedade de sua narrativa, que evitava excessos sentimentais e sem recorrer a exageros narrativos, e pelas atuações contidas de Ledger e Gyllenhaal. Além disso, a combinação de uma estética rigorosa e uma história emocionalmente ressonante foi um dos fatores determinantes para sua vitória, desarmando e emocionando a plateia.
A primeira exibição pública do filme nos Estados Unidos aconteceu em 2 de setembro de 2005 no Festival de Cinema de Telluride, na cidade de Telluride, Colorado; posteriormente, no dia 10, estreou no Festival Internacional de Cinema de Toronto, onde recebeu também aclamação por parte da crítica e do público. O Festival publicou a seguinte nota: "Destinado a ser reconhecido como uma das maiores histórias de amor já filmadas, O Segredo de Brokeback Mountain representa um novo e sublime nível de realização para o aclamado diretor Ang Lee, os talentosos jovens atores Heath Ledger e Jake Gyllenhaal e um poderoso trio de roteiristas. [...] Pode ser lido de muitas maneiras [...], mas é, em última análise e fundamentalmente, um filme sobre o amor do tipo mais evocativo – um amor impossível, lascivo, avassalador e apaixonado, nascido em um lugar de beleza avassaladora em uma época de grande inocência e esperança. Desafio todos a permanecerem impassíveis enquanto os costumes da sociedade e os caprichos inexoráveis do mundo lentamente minam esse amor".

### Distribuição internacional
"Acho que eles estão genuinamente felizes em ver um diretor chinês ganhar um Oscar com verdadeiro valor artístico. Acredito que esse orgulho seja genuíno, portanto, de forma alguma o consideraria hipócrita. [...] Não sei como descrever, é simplesmente algo diferente. Então, o que posso dizer?"

— Ang Lee a responder sobre ser celebrado na China pela sua conquista do Oscar de Melhor Diretor, embora o filme não tenha sido lançado no país.
O filme recebeu diferentes títulos conforme os idiomas e regiões. Para o lançamento em francês e italiano, foi intitulado Le Secret de Brokeback Mountain e I segreti di Brokeback Mountain, respectivamente. Em francês canadense, o título é Souvenirs de Brokeback Mountain (Memórias de Brokeback Mountain). O filme recebeu dois títulos em espanhol: Brokeback Mountain: En terreno vedado (Em Terreno Proibido) para seu lançamento na Espanha, e Secreto en la Montaña (Segredo na Montanha) para seu lançamento na América Latina. Em húngaro, o título foi Túl a barátságon (Além da Amizade).
O filme foi recebido com reações variadas em algumas regiões, especialmente na China e em nações islâmicas da Ásia Ocidental. Segundo relatos, a obra não foi exibida em salas de cinema na China, embora estivesse disponível em DVDs e fitas VHS piratas. O governo chinês alegou que o público seria muito pequeno; a mídia estrangeira acusou-o de censura. A palavra "brokeback" (chinês: 断背; pinyin: duànbèi) também entrou no vocabulário chinês como gíria para homossexualidade. A imprensa apelidou o filme de "o filme dos coubóis gays", termo que se popularizou no vocabulário norte-americano. O filme também foi lançado na Turquia.
No Oriente Médio, a distribuição do filme tornou-se uma questão política. A homossexualidade é criminalizada na maioria das nações islâmicas e é um tabu nos poucos países onde é legalizada. O Líbano foi o único país árabe a exibir o filme, embora em uma versão censurada. Nos Emirados Árabes Unidos, o filme foi oficialmente proibido nas salas de cinema; no entanto, o DVD pôde ser alugado em lojas como a Blockbuster Video.
Em 8 de dezembro de 2008, o canal de televisão estatal italiano Rai Due exibiu uma versão censurada do filme, removendo todas as cenas com referências homoeróticas. Houve protestos dos telespectadores, que afirmaram que os cortes dificultavam o entendimento da narrativa. A organização Arcigay acusou o canal de censura homofóbica. A rede RAI declarou que a distribuidora italiana do filme havia feito a censura "por engano". A versão sem cortes foi exibida em 17 de março de 2009.
Mídia doméstica
O Segredo de Brokeback Mountain foi o primeiro grande filme a ser lançado simultaneamente em DVD e em download digital pela Internet. Foi lançado nos Estados Unidos em 4 de abril de 2006. Mais de 1 milhão de cópias do DVD foram vendidas na primeira semana, sendo o terceiro título mais vendido, atrás de The Chronicles of Narnia: The Lion, the Witch and the Wardrobe e King Kong. Embora a classificação variasse diariamente, no final de março e início de abril de 2006, Brokeback Mountain foi, por vários dias consecutivos, o DVD mais vendido da Amazon.com.
Na Europa, em DVD, foi lançado no Reino Unido em 24 de abril de 2006, seguido pela França em julho e pela Polônia em setembro, logo após a estreia nos cinemas desses países. No Brasil, teve a melhor média de espectadores por cópia: 1 350. Brokeback Mountain foi relançado em uma edição de colecionador em 23 de janeiro de 2007. No mesmo dia, foi lançado também no formato HD DVD. O filme foi disponibilizado em Blu-ray no Reino Unido em 13 de agosto de 2007, e nos Estados Unidos em 10 de março de 2009. A edição em Blu-ray inclui conteúdos especiais, como entrevistas com os roteiristas, o diretor e um documentário sobre o compositor Gustavo Santaolalla. A distribuidora Kino Lorber lançou o filme em Ultra HD Blu-ray em 16 de julho de 2024.

### Bilheteria

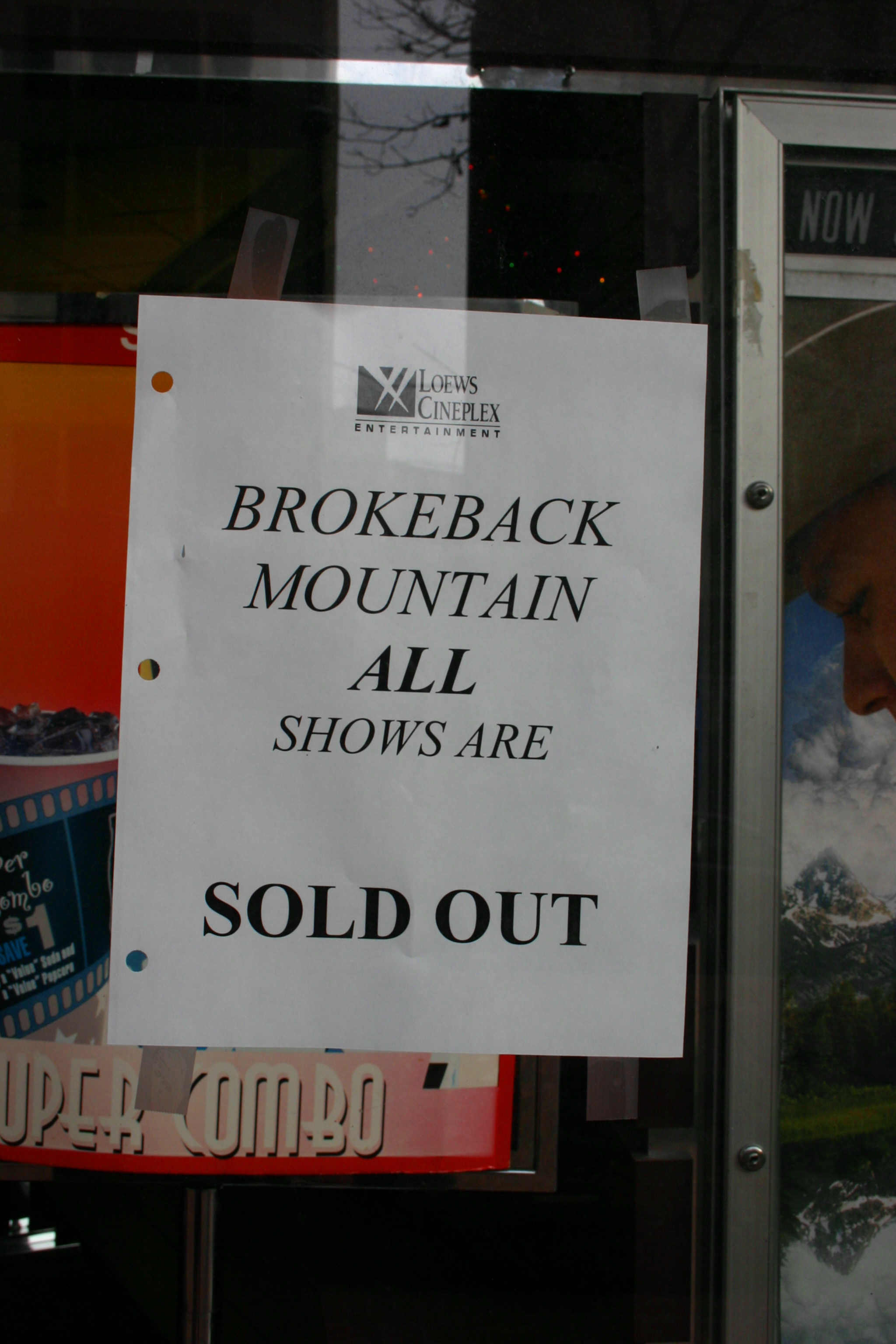
Cartaz em cinema indicando que todos ingressos para o filme já estavam esgotados

O Segredo de Brokeback Mountain recebeu um lançamento limitado nos Estados Unidos em 9 de dezembro de 2005, recebendo um total de 191 543 dólares arrecadados em 5 cinemas, com uma média de 38 308 dólares por sala — estreando na 15.ª posição. No dia seguinte, arrecadou mais 189 450 dólares. Em três de lançamento, que foi seu primeiro final de semana nos cinemas, o filme já somava 547 425 dólares de bilheteria. Alcançou uma média de bilheteria de 109 485 dólares por sala, uma das maiores já registradas para um filme live-action na época, posicionando-se em nono lugar entre as maiores médias por sala desde 1982, atrás apenas de algumas animações como O Rei Leão e Pocahontas. De acordo com Jack Foley, da Focus Features, o público inicial foi equilibrado entre homens e mulheres, com ligeira predominância feminina. A estratégia de distribuição priorizou uma expansão controlada, aproveitando o período de premiações para maximizar o alcance e a receita do filme.
Após algumas oscilações nos dias seguintes, alcançou 1 731 000 dólares no dia 16 daquele mês, quando apresentou um aumento de 642,1% de sua arrecadação, fechando sua segunda semana de lançamento (no dia 22) com 4 937 241 de dólares — 311,2% a mais que o arrecadamento da primeira semana. O Segredo de Brokeback Mountain continuou a se expandir para mais salas, encerrando sua quinta semana (12 de janeiro) com o total de 22 436 190 arrecadados. Na semana seguinte, o filme cresceu 454,2%, assim como na semana subsequente, posicionando-se em quinto lugar nas bilheterias com 44 482 262 de dólares, à frente de The Chronicles of Narnia: The Lion, the Witch and the Wardrobe, Fun with Dick and Jane, King Kong e Harry Potter and the Goblet of Fire. Durante a semana do anúncio dos indicados ao Oscar 2006, em 31 de janeiro de 2006, O Segredo de Brokeback Mountain foi nomeado a oito categorias (o filme com mais indicações na cerimônia) e sua presença nas salas de cinema expandiu-se a 1 654 salas — um crescimento de 458%; tal-qualmente, sua arrecadação aumentou e o filme subiu para o 4.º lugar das maiores bilheterias da semana (que já marcava a sua oitava semana de lançamento), com 54 099 346 de dólares já angariados. O filme continuou a ser apresentado em mais cinemas e bateu o recorde de presença em salas do país inteiro, tendo alcançado seu lançamento mais amplo na semana de 3 a 9 de fevereiro, em 2 089 salas de cinema. Continuou a ser apresentado no decorrer do mês, sofrendo oscilações. Na semana do Oscar, sua bilheteria voltou a aumentar e se expandiu em +403,4%; e, após a cerimônia, somou aproximadamente 4,1 milhões adicionais, apresentando impacto comercial superior ao vencedor de Melhor Filme: Crash. O filme encerrou sua exibição território americano em 14 de abril de 2006, em 65 cinemas, com uma arrecadação total de 83 043 761 de dólares. Atualmente, é considerado o 4.º filme de temática LGBT, o 12.º filme que atraiu controvérsias, o 13.º faroeste, o 15.º do gênero drama romântico de maior bilheteria na América do Norte.
No Reino Unido, estreou em uma sala em Londres no dia 30 de dezembro e teve lançamento ampliado em 6 de janeiro de 2006. Finalizou sua apresentação no país com 17 957 778 arrecadados. Na França, o filme foi lançado em 18 de janeiro em 155 salas, chegando a 290 na terceira semana, e alcançou a terceira posição na bilheteria local, com arrecadação de 8 157 320 de dólares. Na Itália, arrecadou mais de 890 mil euros em três dias, sendo o quarto filme de maior bilheteria na semana de estreia. Na Austrália, lançado em 26 de janeiro, ocupou a quarta posição no final de semana de estreia. O Segredo de Brokeback Mountain foi também exibido em diversos outros países nos primeiros meses de 2006. Em Hong Kong, estreou em primeiro lugar na bilheteria, com uma arrecadação de mais de 473 868 dólares na primeira semana. Em Taiwan, país natal de Ang Lee, o filme estreou em 20 de janeiro. Em território brasileiro, o filme foi lançado 3 de fevereiro de 2006 e se tornou um sucesso de público, alcançando o segundo lugar no ranking dos mais vistos no país, segundo o boletim "Filme B", tendo sido assistido por 116 mil pessoas no primeiro fim de semana de estreia.
Internacionalmente, O Segredo de Brokeback Mountain arrecadou 95 milhões de dólares — representando 53,4% por cento do lucro, ficando com um total mundial de 178 064 141 de dólares, sendo o maior sucesso comercial da história da Focus Features até então.

## Recepção
Tornou-se um termo genérico chamar O Segredo de Brokeback Mountain de 'filme de caubói gay', mas é muito mais do que essa descrição superficial sugere. Esta é uma história humana, um filme assombroso na tradição dos grandes melodramas românticos de Hollywood."
 — Colin Covert, do Minneapolis Star Tribune.

### Resposta da crítica
Após sua liberação, O Segredo de Brokeback Mountain foi frequentemente considerado como um dos melhores filmes de 2005 pelos críticos cinematográficos e pela imprensa norte-americana e internacional; elogios foram direcionados principalmente à direção de Lee, à música, à cinematografia, ao roteiro e às atuações de Ledger, Gyllenhaal e Williams. Por sua grande aceitação do público, foi chamado de um "sucesso inesperado." No agregador de resenhas Rotten Tomatoes, o filme recebeu um "Certificado Fresco" e marca uma pontuação de 88% com base em comentários de 253 críticos, com as performances principais sendo elogiadas, e registra uma nota 8,2 de 10. De acordo com o site, o consenso crítico do filme diz: "Um western épico e belamente realizado, a história de amor de Brokeback Mountain é imbuída de uma universalidade comovente, ajudada pelas atuações emocionantes de Heath Ledger e Jake Gyllenhaal". No Metacritic, que atribui uma média aritmética ponderada com base em 100 comentários de críticos mainstream, o filme recebe uma pontuação média de 87 pontos com base em 41 comentários, indicando "aclamação universal". No website, foi classificado como o 5.º melhor filme do ano e um dos melhores de todos os tempos.
O crítico David Ansen, da Newsweek, fez uma crítica positiva ao filme, elogiando o roteiro fiel. Ele acrescentou: "Não há nem dissimulação nem autossuficiência em Brokeback Mountain — apenas uma observação íntima e compassiva, atuações profundamente comprometidas, um sentimento visceral pelas duras vidas do Oeste. Poucos filmes capturaram de forma tão aguda a desolação de uma paixão frustrada e reprimida." Escrevendo para The Guardian, Peter Bradshaw elogiou as atuações de Ledger e Gyllenhaal por sua complementação e achou o filme "extremamente emocionante, trágico até, e sensível em relação aos sentimentos das esposas simples que tentam entender seus maridos problemáticos." Ann Hornaday, do The Washington Post, também foi positiva em sua avaliação, opinando que as atuações dos dois protagonistas eram inesquecíveis. Em particular, ela achou Ledger impressionante em sua interpretação de um Ennis reservado e emocionalmente afetado. Também elogiou os figurinos e os cenários, escrevendo: "As vistas de Wyoming são impecavelmente cuidadas, Ledger e Gyllenhaal estão perfeitamente vestidos e penteados; até o triste e pequeno apartamento de Ennis e Alma acima de uma lavanderia parece ter sido projetado com perfeição."
Roger Ebert deu a O Segredo de Brokeback Mountain uma avaliação de quatro estrelas em sua crítica. Ele ficou impressionado com o nível de atenção aos personagens e achou que o filme era tão observador quanto os trabalhos do cineasta sueco Ingmar Bergman. Posteriormente, elegeu-o o 5.º melhor filme do ano. Escrevendo para o The Sydney Morning Herald, Sandra Hall elogiou o roteiro e chamou Ledger e Gyllenhaal de "finamente afinados". Observando que é um filme lento, Hall achou que os cineastas adaptaram a história de Proulx sem perder nenhuma nuance. Mike Clark, do USA Today, observou que Brokeback Mountain foi dirigido e fotografado com contenção, e elogiou sua qualidade antiquada e sua natureza "despretensiosa, mas voltada para as pessoas". O filme também recebeu uma reação positiva da revista cristã Christianity Today, que deu-lhe 3 de 4 estrelas. Em uma crítica mista, Ed Gonzalez, da Slant Magazine, achou que o filme era longo demais, e o crítico Richard Schickel, da Time Magazine, sentiu que a história se tornava menos intensa no final. O apresentador de rádio conservador Michael Medved descreveu o filme como "extremamente bem feito" e, como filme, "melhor do que a [suposta] 'agenda'".
Kenneth Turan, do Los Angeles Times, elogiou todo o conjunto da obra: "O Segredo de Brokeback Mountain não seria o sucesso que é sem uma atuação excepcional em todos os níveis. [...] Gyllenhaal traz uma energia e um sentimento intensos ao personagem de Jack, e Williams, mais sombria do que jamais esteve em The Station Agent, ilumina todos os cantos da tristeza de Alma. Mas, mais do que qualquer outro, Ledger dá vida a este filme ao se aprofundar tanto em seu personagem que você se pergunta se ele conseguirá retornar. Além de seu pequeno, mas forte, papel em Monster's Ball, nada nos créditos anteriores do australiano Ledger nos prepara para o poder e a autenticidade de seu trabalho aqui como um homem lacônico e interiorano do Oeste, uma atuação tão persuasiva que O Segredo de Brokeback Mountain não teria tido sucesso sem ela. A dor, a raiva, a sensação de saudade e perda de Ennis são reais para o ator, e isso os torna inesquecíveis para todos os outros".
Vários comentaristas políticos conservadores, incluindo Bill O'Reilly, John Gibson e Cal Thomas, compartilharam a visão de Medved sobre a suposta "agenda". Gibson fez piadas sobre o filme em seu programa de rádio Fox News durante meses após seu lançamento. Após a morte de Ledger em 2008, Gibson foi criticado por zombar do ator falecido, e mais tarde pediu desculpas. Os cristãos fizeram piadas e ofensas ao filme e o criticaram por seu conteúdo. Após o sucesso de O Segredo de Brokeback Mountain, Capote e Transamerica no Globo de Ouro de 2006, Janice Crouse, membro do Concerned Women for America (CWA), citou esses filmes como exemplos de como "as elites da mídia estão provando que seus projetos favoritos são mais importantes do que o lucro", sugerindo que não eram populares o suficiente para justificar a aclamação crítica.
O crítico de cinema Gene Shalit, do The Today Show, descreveu o personagem Jack Twist como um "predador sexual" que "persegue Ennis e o persuade a ter encontros esporádicos". O grupo de mídia LGBTQ GLAAD disse que a descrição do personagem feita por Shalit era como chamar Jack, de Titanic, de predador sexual por causa de sua busca romântica por Rose, e que o crítico "aproveitou a ocasião para promover o preconceito difamatório contra a homossexualidade para o público nacional". GLAAD completa: "Shalit tem todo o direito, como crítico de cinema, de criticar O Segredo de Brokeback Mountain. Mas sua infundada classificação de Jack como um 'predador sexual' apenas por estar romanticamente interessado em alguém do mesmo sexo é difamatória, ignorante e irresponsável. E é igualmente irresponsável que a NBC News tenha dado a Shalit uma plataforma para seus comentários gratuitamente ofensivos." Tim Byrne, para o The Guardian, endossou as palavras do grupo argumentou que comentários como os de Shalit "destacam a disposição do mundo heterossexual em ver criminalidade no desejo gay – mas ele é [Jack], na verdade, um amante no alto sentido romântico, cavalheiresco e firme". Peter Shalit, filho do crítico, escreveu uma carta aberta ao grupo: "Ele [Gene] pode ter tido uma opinião impopular sobre um filme importante para a comunidade gay, mas ele não difamou ninguém, e ele não é um homofóbico." O crítico se desculpou por sua crítica posteriormente: "Não tive a intenção de usar uma palavra que muitos na comunidade gay consideram incendiária... Certamente não tinha a intenção de lançar suspeitas sobre ninguém da comunidade gay ou sobre a comunidade em si. Lamento qualquer dor emocional que possa ter resultado da minha crítica de Brokeback Mountain."
Alguns comentaristas acusaram os cineastas de esconder conteúdo sobre o filme na publicidade e em eventos públicos, como coletivas de imprensa e cerimônias de premiação. Escritores do New York Daily News, Wayman Wong, Dave Cullen e Daniel Mendelsohn argumentaram que o diretor, o elenco e os publicitários evitaram usar a palavra "gay" para descrever a história e observaram que o trailer do filme não mostrava um beijo entre os dois homens, mas uma cena de amor heterossexual. A importância do filme foi atribuída à sua representação de um relacionamento entre pessoas do mesmo sexo focado exclusivamente nos personagens, já que o filme não faz referência de forma alguma à história mais ampla de vários movimentos sociais LGBT. Ele enfatiza o aspecto da história de amor trágica, e muitos críticos compararam o drama de Ennis e Jack com romances clássicos e modernos, como Romeu e Julieta ou Titanic, muitas vezes usando o termo "amantes desafortunados". Sobre a simplificação de chamá-lo de "um filme de caubóis gays", Roger Ebert rebateu: "O Segredo de Brokeback Mountain já foi descrito como "um filme de cowboy gay", o que é uma simplificação cruel. É a história de um tempo e lugar onde dois homens são forçados a negar a única grande paixão que qualquer um deles jamais sentirá. A tragédia deles é universal".
Proulx elogiou o filme como "enorme e poderoso", acrescentando: "Eu posso ser a primeira escritora nos Estados Unidos a ter uma obra escrita a chegar ao grande público através do cinema. [...] Fiquei impressionada ao ver os personagens de Jack e Ennis surgirem em minha mente novamente".

### Prêmios e indicações
O triunfo comercial e crítico de O Segredo de Brokeback Mountain também mostrou-se nas premiações da obra, recebendo mundialmente 141 indicações e 133 vitórias. Logo após sua liberação, apresentou-se como um dos favoráveis para receber indicações a prêmios prestigiados do cinema como ao Oscar, Globo de Ouro, BAFTA e Screen Actors Guild. A ótima recepção crítica com relação à direção, ao roteiro, às atuações, à trilha sonora e à fotografia garantiu-lhe vitórias em diversos festivais e premiações nas categorias supracitadas.
Durante a temporada de prêmios, O Segredo de Brokeback Mountain, de acordo com Michael Jensen, editor do site AfterElton.com, havia se tornado o "filme mais honrado da história cinematográfica", vencendo quase todos prêmios aos quais havia sido indicado. Após suas inúmeras vitórias nos círculos de críticos, sua primeira conquista em uma importante premiação televisionada foi nos Prêmios Critics' Choice Movie (em que foi o mais nomeado e o maior vencedor, com três vitórias em: Melhor Filme, Melhor Direção e Melhor Atriz Coadjuvante), seguida pelo Globo de Ouro (vencendo Melhor Filme de Drama, Melhor Direção, Melhor Roteiro e Melhor canção original para "A Love That Will Never Grow Old"), Screen Actors Guild (indicado a Melhor Ator principal, Melhor Ator Coadjuvante, Melhor Atriz Coadjuvante e Melhor Elenco),  BAFTA (vencendo Melhor Filme, Melhor Direção, Melhor Ator Coadjuvante e Melhor Roteiro Adaptado), Independent Spirit Award (Melhor Filme e Melhor Direção) e Oscar (vencendo Melhor Direção, Melhor Roteiro Adaptado e Melhor Trilha Sonora). Nos Prêmios MTV Movie 2006, venceu Melhor Atuação (Jake Gyllenhaal) e Melhor Beijo (Gyllenhaal e Ledger). Nenhum filme que havia ganhado os prêmios do Writer's Guild, Director's Guild e Producer's Guild (Trinca Sagrada) não ganhou o Oscar de Melhor Filme até então. Além disso, o filme com o maior número total de indicações ao Oscar quase sempre ganha o prêmio principal.

### Ação de Randy Quaid
Em 23 de março de 2006, Randy Quaid, que interpretou Joe Aguirre no filme, entrou com uma ação judicial contra a Focus Features por ter-lhe apresentado O Segredo de Brokeback Mountain como "um filme de arte de baixo orçamento, sem perspectiva de lucro", com o objetivo de garantir sua participação por um cachê mais baixo. Em 4 de maio, a assessoria de Quaid informou que ele havia desistido do processo, pois a empresa concordou em lhe pagar um acordo; no entanto, a empresa nega essa versão.

### Controvérsia de Melhor Filme e campanha de difamação deCrash
Em 2006, a Academia de Artes e Ciências Cinematográficas premiou Crash como Melhor Filme, contrariando as projeções da temporada de premiações, que apontavam O Segredo de Brokeback Mountain como o favorito. Durante uma entrevista, o diretor Ang Lee relatou detalhes de sua experiência nos bastidores do Oscar, pouco antes do anúncio de Melhor Filme. Segundo ele, após receber o prêmio de Melhor Diretor, foi instruído por um gerente de palco a permanecer próximo ao palco, em um local marcado atrás da cortina, porque todos presumiam que Brokeback Mountain venceria também como Melhor Filme. Lee contou que viu o apresentador da categoria, Jack Nicholson, abrir o envelope, descrevendo o momento como "tenso e de grande expectativa". Após alguns segundos, Nicholson anunciou Crash como vencedor.
Ainda estamos tentando descobrir se conseguimos isso. Não esperávamos por isso. Você tem esperança, mas tínhamos um filme muito pequeno. Este foi um ano em que Hollywood recompensou quem rompeu as normas.
— Paul Haggis, diretor e roteirista de Crash, chocado com a vitória do filme durante seu discurso no Oscar.
Durante o circuito de premiações, O Segredo de Brokeback Mountain tornou-se o filme mais premiado da história até aquele momento. Segundo Michael Jensen, no artigo "The Brokeback Mountain Oscar Snub" (2006), o filme acumulou mais prêmios de Melhor Filme e Melhor Diretor do que Schindler’s List (1993) e Titanic (1997) combinados. Entre os prêmios recebidos estão os do Globo de Ouro, BAFTA, Festival de Veneza, Associação de Críticos de Nova York, Associação de Críticos de Los Angeles, National Board of Review e Independent Spirit. Em comparação, Crash conquistou o prêmio do Sindicato dos Atores (SAG), o prêmio dos Críticos de Cinema de Chicago e um Image Award. Relatos da época indicam que sua vitória em Chicago foi influenciada pela campanha conduzida pelo crítico Roger Ebert. Até o início de 2006, Crash aparecia com pouca frequência entre os indicados às principais premiações.

"Crash foi encarado pela Academia como a opção segura. Crash venceu porque não tinha dois caubóis de mãos dadas, com beijos de língua. Crash venceu porque não violou a regra da hegemonia heterossexual. Crash venceu porque não tentou reconstruir o código do Oeste dentro de uma temática homossexual".

— Análise do professor Charles Miller.
Historicamente, nunca um filme que tivesse vencido simultaneamente o prêmio do Sindicato dos Roteiristas (WGA), do Sindicato dos Diretores (DGA) e do Sindicato dos Produtores (PGA) — como fez Brokeback Mountain — havia deixado de conquistar o Oscar de Melhor Filme. Além disso, Brokeback Mountain liderava em número de indicações ao Oscar e em bilheteria entre os cinco indicados, fatores que tradicionalmente influenciam o resultado da premiação. Outro aspecto relevante é a avaliação crítica: Brokeback Mountain liderou as listas anuais da Premiere Magazine e da Entertainment Weekly, enquanto Crash aparecia na 36.ª posição da Premiere, e em posição ainda mais baixa na Entertainment Weekly. Não se tratava, portanto, de uma escolha baseada em consenso crítico.
Em uma análise anterior à cerimônia, professor e crítico do Los Angeles Times, Kenneth Turan já havia antecipado que Brokeback Mountain poderia ser prejudicado na premição, dizendo: "Pessoas da Academia se gabam ao dizer que tinha John Wayne como amigo, cultuam a figura do caubói tradicional. Brokeback é um filme que ofende a esses velhos". Diana Ossana, roteirista do filme, também compartilha da mesma visão e endossa que, em uma festa promovida por Paul Haggis para os indicados ao Oscar, duas semanas antes da cerimônia, a roteirista soube que Clint Eastwood estava presente. Haggis se ofereceu para apresentá-la ao cinesta, mas, no caminho, informou-lhe que o Eastwood ainda não havia assistido a Brokeback Mountain. Segundo Ossana, a constatação foi impactante, pois esperava-se que os membros da indústria, especialmente diretores, assistissem a todos os principais concorrentes antes de votar. O episódio foi interpretado como um sinal de que o cineasta estava ali pra apoiar Crash e que uma parcela significativa dos votantes poderia não ter visto Brokeback Mountain, o que contribuiu para o resultado final. "Foi como se alguém tivesse me dado um soco no estômago", diz Ossana. "Você pensaria que, sendo cineasta, você gostaria de ver todos os filmes. É o que você faz. O fato de ele não ter visto, foi meio que 'entendi' [que a campanha de Crash contra Brokeback Mountain havia dado certo]."
Além disso, durante a campanha para o Oscar de 2006, a Lionsgate implementou uma estratégia promocional significativa para Crash. O estúdio investiu aproximadamente 4 milhões de dólares desde a aquisição do filme no Festival de Toronto em 2004, optando por lançá-lo em maio de 2005 para construir visibilidade ao longo do ano, algo incomum para um filme que quer ser lembrado e concorrer nas principais premiações, uma vez que elas ocorrem somente no início do ano seguinte. Ademais, foram enviados cerca de 130 mil DVDs a membros de sindicatos ligados à Academia, ampliando a exposição do filme entre os votantes. A campanha também incluiu anúncios publicitários que apelavam à emoção dos eleitores, incentivando-os a "lembrar como o filme os fez sentir". "As duas coisas mais importantes sobre nossa campanha foram fazer com que Crash fosse visto por todos que precisavam vê-lo e então lembrá-los de como Crash os fez sentir", disse Tom Ortenberg, presidente da Lionsgate. Também, foram abafados os escândalos nos bastidaores do filme, como o processo movido por um dos investidores contra o filme. Esse modelo de campanha intensiva, que lembrou práticas anteriormente adotadas pela Miramax em seu auge liderada por Harvey Weinstein, foi considerado fundamental para aumentar a visibilidade de Crash e influenciar seu desempenho na disputa pelo prêmio principal.

Nesse contexto, muitos estudiosos e jornalistas apontam que a vitória de Crash não ocorreu de maneira espontânea. Durante a campanha final para o Oscar, houve uma mobilização estratégica nos bastidores em favor de Crash. Nomes de grande influência em Hollywood, como Eastwood, Tony Curtis, Ernest Borgnine e outros atores e produtores de renome, envolveram-se ativamente na promoção do filme; muitos deles nem assistiram à Brokeback Mountain. Argumentava-se que Crash "abordava questões sociais urgentes, como o racismo", e que premiá-lo reforçaria o compromisso da Academia com temas de relevância moral e social. Posteriormente, Ossana comentou:
Algumas pessoas acham que [já] ganhou o prêmio de Melhor Filme [antes da cerimônia acontecer]! Mas a maior parte da academia são os atores, e Crash angariou [votos de] muitos deles. Também era uma história de Los Angeles. E obviamente havia um pouco de homofobia envolvida. Alguns dos atores mais velhos nem sequer viram o filme [Brokeback Mountain]. Ernest Borgnine e Tony Curtis disseram isso publicamente. [...] Os homens brancos mais velhos tiveram problemas com isso. Jack Nicholson ficou atordoado ao abrir o envelope. Ele nos disse: 'Votei em vocês!'".
Relatos descrevem que essa campanha aproveitou-se de receios e preconceitos existentes dentro da Academia. Articuladores pressionaram membros votantes de forma privada, sugerindo que a vitória de Brokeback Mountain — com seu enredo centrado em um relacionamento homoafetivo — poderia ser considerada "polêmica" ou "divisiva" para a imagem pública de Hollywood. Dessa forma, construiu-se a narrativa de que premiar Crash seria a "decisão certa" para manter a respeitabilidade da indústria. Clarisse Loughrey, do Independent, observou que, ao apresentar o racismo como nada mais do que uma questão de personalidade que precisa ser resolvida, "Crash absolve seu público branco de qualquer senso de responsabilidade coletiva", enquanto K. Austin Collins, para a Vanity Fair, notou que o filme aborda questões como o racismo de forma tão rasa e usou o exemplo da cena em que a personagem de Sandra Bullock cai escada abaixo para, "[o roteiro] sem nenhum motivo melhor do que arquitetar uma fala final surpreendente para a empregada latina que a salva, embora ela nunca tenha tratado sua empregada como uma pessoa: 'Você é a melhor amiga que eu tenho'. Um filme melhor saberia que esta é uma frase de efeito". O crítico finalizou sua análise: "[Crash] é um retorno a uma vertente familiar de filmes com mensagens liberais e favoráveis ao Oscar — nos quais a 'mensagem', muitas vezes, é que as pessoas são complexas, a bondade é relativa e o mal não é uma condição terminal. Ele dramatiza o racismo da mesma forma que a narrativa clássica de Hollywood há muito tempo dramatiza as coisas: por meio de um senso de caráter e intenção e uma máscara de realismo psicológico, por meio de arcos e arquétipos, por meio de uma lenta ascensão em direção a revelações no terceiro ato sobre quem as pessoas realmente são, evidenciadas pelas coisas que conquistaram, pelas mudanças pelas quais passaram até o final do filme." Natasha Vargas-Cooper, do The Awl, chamou-o de "um panfleto de culpa branca". Kenneth Turan sugeriu que Crash se beneficiou da homofobia entre os membros da Academia, alguns dos quais expressaram abertamente seu desconforto com O Segredo de Brokeback Mountain devido ao seu tema.
Destarte, a decisão final do Oscar de 2006 é frequentemente analisada como um exemplo da influência de campanhas internas, estratégias políticas e dinâmicas culturais sobre o resultado de premiações cinematográficas. A vitória de Crash gerou controvérsias por diversos motivos. O filme, embora abordasse temas sociais relevantes, foi visto como mais superficial e palatável para os votantes da Academia, em sua maioria brancos. Além disso, seu conteúdo era mais "seguro" do que o romance entre dois homens retratado em O Segredo de Brokeback Mountain, que enfrentou resistência conservadora e até rejeição explícita dentro da indústria. O próprio diretor Paul Haggis admitiu que Crash não era o melhor filme daquele ano. Para muitos críticos e fãs de cinema, essa escolha expôs o conservadorismo e a homofobia velada da Academia. A derrota de O Segredo de Brokeback Mountain é lembrada como uma rejeição ao progresso e como um símbolo de como fatores políticos e culturais, mais do que qualidade artística, influenciam as decisões do Oscar. Com o passar dos anos, Brokeback Mountain se consolidou como uma obra-prima, enquanto Crash é amplamente considerado uma das escolhas mais questionáveis da história do prêmio e, de acordo com o Valor Econômico, "hoje pouca gente se lembra dele". Isso ilustra como fatores externos ao mérito artístico e crítico das obras podem impactar votações e reconhecimentos institucionais. O crítico James Bates publicou uma matéria com o seguinte título: "Crash leva o prêmio de Melhor Campanha do Oscar" após sua improvável vitória.
Crash tem sido frequentemente descrito como "um dos piores vencedores do Oscar de Melhor Filme da história". Em 2009, o crítico cultural Ta-Nehisi Coates classificou-o como superficial e "irrefletido" e nomeou-o como "o pior filme da década". Em 2015, a Academia de Artes e Ciências Cinematográficas, nas palavras de Loughrey, "finalmente pareceu admitir que havia cometido um erro". The Hollywood Reporter entrevistou os membros da Academia sobre decisões controversas do passado e pediu-lhes que votassem novamente em suas escolhas anteriores. Na categoria de Melhor Filme de 2005, O Segredo de Brokeback Mountain superou Crash e os outros indicados saiu vitorioso. A revista Film Comment classificou-o em primeiro lugar em sua lista de "Piores Vencedores do Oscar de Melhor Filme", seguido por Slumdog Millionaire e Chicago. O site AdoroCinema também o posicionou em primeiro lugar. Da mesma forma, uma pesquisa de 2014 com críticos de cinema feita pela The Atlantic identificou a vitória do filme como um dos erros mais gritantes cometidos pelo Oscar. Em uma publicação de mesmo título feita pelo Observatório do Cinema, o filme ficou em primeiro lugar. Em 2017, David Ehrlich e Eric Kohn, da IndieWire, posicionaram Crash como o pior em sua lista de "Vencedores de Melhores Filmes do Século 21, Classificados do Pior ao Melhor".
Apesar do famoso erro do Oscar 2017 — quando La La Land foi erroneamente anunciado como Melhor Filme antes da correção para Moonlight —, Kayleigh Donaldson, do Screen Rant, ainda cita a vitória de Crash como "o momento mais chocante da história da premiação". "Naquela noite, tudo indicava que Brokeback Mountain venceria: o filme era um sucesso de crítica e público, com performances aclamadas, e representava um marco importante na representação LGBTQ+ no cinema. Ang Lee havia vencido como Melhor Diretor, e a vitória como Melhor Filme parecia garantida — até que Jack Nicholson surpreendentemente anunciou Crash como vencedor". A edição de fevereiro de 2020 da revista New York Magazine listou-o entre "Os melhores filmes que perderam o Oscar de Melhor Filme."

Em uma entrevista de 2015, Haggis comentou que Crash não merecia a vitória e que não teria votado em seu próprio filme:
"Foi Crash o melhor filme do ano? Eu não acho. Houve filmes excelentes naquele ano. Good Night, and Good Luck — um filme incrível. Capote — um filme excelente. Brokeback Mountain, de Ang Lee — um grande filme. E Munich, de Spielberg. Quero dizer, por favor, que ano! Crash, por algum motivo, afetou as pessoas, tocou as pessoas. E você não pode julgar esses filmes dessa maneira. Fico muito feliz por ter aqueles Oscars. São coisas adoráveis. Mas você não deveria me perguntar qual foi o melhor filme do ano, porque eu não votaria em Crash, apenas porque eu vi a qualidade artística que estava nos outros filmes. No entanto, por algum motivo, esse foi o filme que mais tocou as pessoas naquele ano. Então acho que foi por isso que votaram nele — algo que realmente as tocou. E tenho muito orgulho do fato de que Crash realmente toca as pessoas. Ainda hoje, mais do que por qualquer outro dos meus filmes, as pessoas vêm até mim e dizem: 'Aquele filme simplesmente mudou a minha vida'. Já ouvi isso dezenas e dezenas e dezenas de vezes. Então ele cumpriu seu papel nesse aspecto. Quero dizer, eu sabia que era o experimento social que eu queria fazer, então acho que é um experimento social realmente bom. É um grande filme? Eu não sei."
Em fevereiro de 2024, David Fear, especialista da Rolling Stone, classificou Crash como o pior vencedor do Oscar de Melhor Filme do século XXI, criticando o que descreveu como "o simbolismo pesado do filme e suas diversas caricaturas", e concluiu seu comentário: "Temos a sensação de que, se revisitássemos esta lista no ano de 2050, Crash ainda ocuparia o mesmo lugar."

### Reconhecimento
O Segredo de Brokeback Mountain é amplamente reconhecido como um dos melhores filmes do seu gênero, constando em várias publicações dessa categoria. Foi o filme que mais entrou em publicações de "os 10 melhores do ano"; com um total de 314 listas, encabeçou 67 destas, tornando-se o filme que mais posicionou-se no topo das publicações profissionais daquele ano. Com quase 38% dos votos,  foi eleito o "filme mais romântico de 2005" no Box Office Mojo. O Instituto Americano do Cinema o elegeu um dos dez melhores filmes americanos do ano — sem ordem específica. Stephen Holden, do The New York Times, e diversos veículos, tais quais The Wall Street Journal, MovieWeb, Miami Herald, San Francisco Chronicle e The A.V. Club, classificaram-no em primeiro lugar dos melhores do ano.
O filme foi escolhido como um dos 400 filmes indicados a integrar a lista dos melhores filmes estadunidenses de todos os tempos, do Instituto Americano do Cinema. Publicações como Entertainment Weekly, Esquire, Films Fatale, IndieWire, Out, Rolling Stone, The New Yorker, The Guardian, TheShot elegeram-no como um dos melhores filmes da década. Em uma pesquisa internacional de 2016 compilada pela British Broadcasting Corporation (BBC), O Segredo de Brokeback Mountain foi classificado como o 40.º melhor filme do século, enquanto The Hollywood Reporter posicionou-o em 7.º, e o The Guardian, em 66.º lugar em sua lista de mesmo nome. Em 2010, a Independent Film & Television Alliance selecionou o filme como um dos 30 filmes independentes mais significativos dos últimos 30 anos, ao passo que Collider classificou-o como o terceiro mais importante da década. Foi incluído entre os 1001 filmes você deve ver antes de morrer, editado por Steven Schneider. O Segredo de Brokeback Mountain foi incluído em inúmeras listas de "Os Maiores Filmes de Romance", tais quais da IndieWire (5.ª posição), Parade e Time Out (7.ª), Variety (8.ª), Empire (13.ª), Teen Vogue (14.ª) e Entertainment Weekly (19.ª). As revistas Empire, Parade, Time Out e Variety elegeram-no um dos 100 Melhores Filmes de Todos os Tempos. O diretor do Festival Internacional de Cinema de Santa Barbara (SBIFF), Sean Pratt, classificou-o como "um dos melhores filmes [da história] — e temos muita sorte de poder revisitá-lo inúmeras vezes. É um daqueles filmes que partem o coração, mas, ao mesmo tempo, abrem a mente para a tolerância e a aceitação". Em uma pesquisa realizada pela Time Out London em 2016 com 28 diretores, atores e roteiristas, O Segredo de Brokeback Mountain foi classificado como o melhor filme LGBT da história.
As atuações de Heath Ledger, Jake Gyllenhaal e Michelle Williams foram consideradas por diferentes publicações como uma das melhores da década.

## Legado e impacto
O Segredo de Brokeback Mountain é amplamente reconhecido como um marco no cinema com temática LGBT e é creditado por ter influenciado diversos filmes e programas de televisão com personagens e temas relacionados à comunidade LGBT. No livro Out at the Movies, Steven Paul Davies afirma que, como resultado do sucesso do filme, "a maioria dos grandes estúdios de cinema passou a disputar projetos com temática gay... graças a Brokeback, os financiadores de cinema continuam apoiando roteiros que não se baseiam simplesmente em estereótipos... e isso certamente representa progresso." Davies cita os filmes Transamérica (2005), Milk (2008) e I Love You Phillip Morris (2009) como exemplos. Em 2018, O Segredo de Brokeback Mountain foi selecionado para preservação no Registro Nacional de Filmes dos Estados Unidos pela Biblioteca do Congresso, por ser considerado "cultural, histórica ou esteticamente significativo."
As camisas usadas pelos personagens de Heath Ledger e Jake Gyllenhaal foram vendidas em um leilão no eBay, em 20 de fevereiro de 2006, por 101 100,51 dólares. O valor foi destinado à instituição de caridade infantil Variety. O comprador, Tom Gregory, historiador e colecionador de cinema, descreveu as camisas como "os sapatinhos de rubi do nosso tempo", em referência ao famoso artefato do filme The Wizard of Oz (1939). Em 2009, ele emprestou as camisas ao Autry National Center, em Los Angeles, para a série Out West, que explorava a história de pessoas homossexuais, bissexuais e trans no Velho Oeste. A série incluiu exposições guiadas, mesas-redondas, palestras e apresentações, realizadas em quatro etapas ao longo de 12 meses. Segundo o Autry, essa foi a "primeira iniciativa do tipo" realizada por um museu de herança do oeste americano.
O livro Beyond Brokeback: The Impact of a Film (2007) reúne relatos pessoais de como o filme e a história original influenciaram espectadores, com depoimentos extraídos do site Ultimate Brokeback Forum. Em um evento relacionado à série Out West, o Autry exibiu O Segredo de Brokeback Mountain em dezembro de 2010, em comemoração ao quinto aniversário do filme, e promoveu uma leitura encenada do livro Beyond Brokeback, dirigida pelo historiador e organizador do projeto, Gregory Hinton. Essa leitura foi apresentada em outros locais, como na Roosevelt University, em Chicago, em 13 de novembro de 2011, acompanhada de um debate e nova exibição do filme. Uma ópera intitulada Brokeback Mountain foi composta por Charles Wuorinen, com libreto de Annie Proulx, autora do conto original. Escrita em inglês, a obra estreou no Teatro Real de Madri em 28 de janeiro de 2014. O projeto foi apoiado pelo diretor artístico Gerard Mortier, que encomendou a obra. Uma peça teatral baseada no conto de Proulx, escrita por Ashley Robinson e com músicas de Dan Gillespie Sells, estreou em 10 de maio de 2023 no teatro @sohoplace, no West End, em Londres.
Anos após o lançamento do filme, Annie Proulx declarou que se arrepende de ter escrito a história, explicando que recebeu grandes quantidades de fanfics com tramas alternativas. Segundo ela, muitos desses textos são enviados por autores, em sua maioria homens, que afirmam "entender os homens melhor do que ela". Em suas palavras: "[O filme] é fonte de constante incômodo na minha vida privada. Há inúmeras pessoas que acham que a história está aberta para que explorem suas fantasias e corrijam o que consideram um final insuportavelmente decepcionante [...] Elas enviam constantemente manuscritos horríveis e reescritas de conteúdo quase pornográfico, esperando que eu responda com elogios por 'consertarem' a história. Essas pessoas claramente não entendem a mensagem de que, se não dá pra consertar, é preciso aguentar." De acordo com a autora, muitas dessas versões apresentam finais alternativos nos quais Ennis encontra um novo companheiro e vive feliz, Jack não está realmente morto, ou até os filhos dos dois personagens se conhecem e se casam.

### Montagem no cinema digital
A adoção de ferramentas digitais em Brokeback Mountain marca um ponto de inflexão no modo como o cinema passou a incorporar a tecnologia no processo criativo. A decisão de não utilizar cópias em película para os dailies e, em vez disso, trabalhar diretamente no sistema Avid Film Composer, revela um aproveitamento estratégico da digitalização para otimizar tempo e recursos. Essa prática não apenas contribuiu para a fluidez do processo de montagem, mas também consolidou um novo paradigma no uso de sistemas digitais em produções de grande visibilidade.
O trabalho do editor Dylan Tichenor, que assumiu a montagem após o falecimento de Geraldine Peroni, evidencia como a fluência nessas ferramentas se tornou parte integrante da criação estética. O legado técnico de O Segredo de Brokeback Mountain estende-se para projetos posteriores, como The Assassination of Jesse James by the Coward Robert Ford (2007), no qual a expertise adquirida no uso de tecnologias como o Avid Unity MediaNetwork e o Symphony Nitris foi aprofundada. Nesse sentido, o filme não apenas impulsionou debates temáticos relevantes, mas também contribuiu para consolidar a digitalização como parte essencial da linguagem cinematográfica contemporânea.